# Histoire du Royaume-Uni

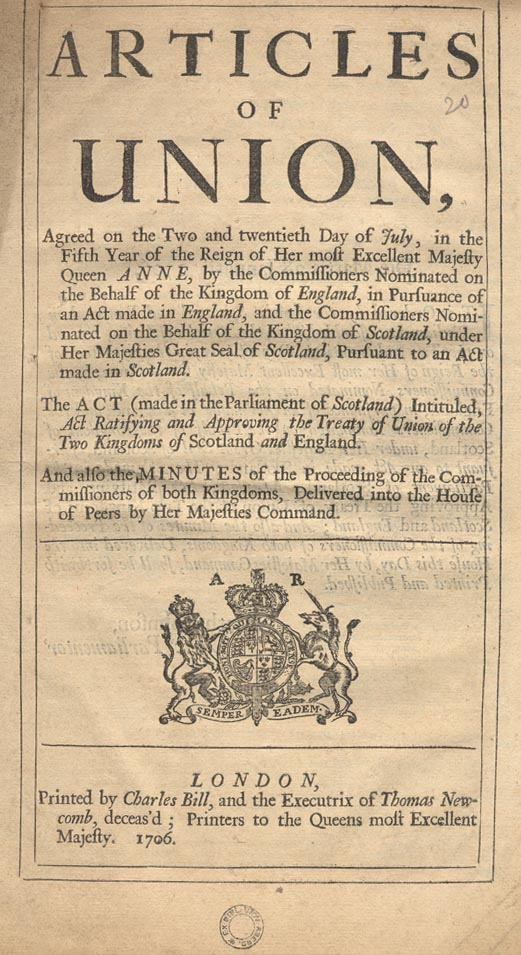
Les Actes d'Union de 1707 sont à l'origine du Royaume-Uni de Grande-Bretagne, unissant les parlements anglais et écossais, auxquels se joint le royaume d'Irlande en 1800.

 (juillet 2017).
L'histoire du Royaume-Uni, État souverain englobant les quatre nations constitutives que sont l’Angleterre, l’Écosse, le pays de Galles et l’Irlande du Nord, est indissociable de celle du Parlement du Royaume-Uni. Elle débute en 1707 avec les actes d'Union qui opèrent une union politique du royaume d'Angleterre (incluant le pays de Galles) et du royaume d'Écosse et marquent la naissance du royaume de Grande-Bretagne. En 1801, un nouvel Acte d'Union lie celui-ci au royaume d'Irlande pour former le Royaume-Uni de Grande-Bretagne et d'Irlande. En 1921, à l'issue de la guerre d'indépendance irlandaise, l'État libre d'Irlande obtient son indépendance et se sépare de l'Irlande du Nord, qui demeure une partie du Royaume-Uni. Depuis 1922 , son nom officiel est « Royaume-Uni de Grande-Bretagne et d'Irlande du Nord » .
À partir de la fin du XVIe siècle, l'Angleterre établit des comptoirs commerciaux puis des colonies d'outre-mer pour finalement former un empire composé de nombreux dominions, colonies, protectorats, mandats et autres territoires gouvernés ou administrés par le Royaume-Uni. Une série de guerres avec la France place l'Amérique du Nord sous le contrôle du Royaume-Uni à l'issue de la guerre de Sept Ans (1756-1763), juste avant la perte des Treize colonies à la suite de la guerre d'indépendance des États-Unis (1775-1783). Durant le XIXe siècle, le Royaume-Uni connaît la révolution industrielle et devient la première nation industrialisée. Bien que ruiné par la Première Guerre mondiale, l'Empire britannique atteint son extension maximale après le traité de Versailles en 1919 (par lequel il acquiert un territoire grand de 4 700 000 km2). Il est le plus grand espace colonial, s'étendant sur 29,8 millions de km² (22 % des terres émergées), et recouvre un quart de la population mondiale, soit environ 400 millions d'habitants. Sorti vainqueur mais très affaibli à l'issue de la Seconde Guerre mondiale, le Royaume-Uni ne peut que constater la suprématie des deux superpuissances américaine et soviétique. De plus, dans le cadre de la décolonisation, la plupart des territoires et colonies, à commencer par l'Inde en 1947, obtiennent leur indépendance, et l'Empire entre en déclin.
Au début des années 1960, le Royaume-Uni cherche à intégrer la CEE (Communauté économique européenne) mais, en France, le général de Gaulle s'y oppose à plusieurs reprises en posant catégoriquement son véto. Le pays a opéré un rapprochement avec les Américains : sans toutefois y envoyer de troupes, le gouvernement soutient les États-Unis dans la guerre du Viêt Nam. Débuté à la fin des années 1960, le conflit nord-irlandais voit les premiers attentats éclater au début des années 1970 et manque de se transformer en une véritable guerre civile à plusieurs occasions jusqu'en 1998. Le pays intègre finalement la CEE en 1973 avec l'accord du Premier Ministre Edward Heath, ce que confirme un référendum organisé en 1975. Dans les années 1980, les trois mandats de Margaret Thatcher sont marqués à l'extérieur par la guerre des Malouines (1982) et son opposition à l'URSS dans le cadre de la Guerre froide, et à l'intérieur par une politique économique libérale. La fin des années 1990 connaît l'avènement du travailliste Tony Blair (1997-2007), qui a vu dans l'Union européenne un grand marché, soutenant les candidatures de presque tous les pays d'Europe de l'Est, et qui a soutenu les États-Unis dans la guerre d'Irak, malgré une opinion publique britannique plutôt défavorable. Il démissionne en 2007, pour laisser la place à son ministre des finances Gordon Brown, lui-même battu aux élections de 2010 par le conservateur David Cameron. C'est sous le ministère de ce dernier que se tient un référendum sur l'indépendance de l'Écosse en 2014 (indépendance rejetée par les Écossais) et un référendum sur le maintien du Royaume-Uni dans l'Union européenne en 2016, lequel aboutit à un résultat favorable à une sortie du Royaume-Uni de l'Union européenne.

## Conquêtes et unions jusqu'en 1707

### La conquête de l'Irlande au Moyen-Âge

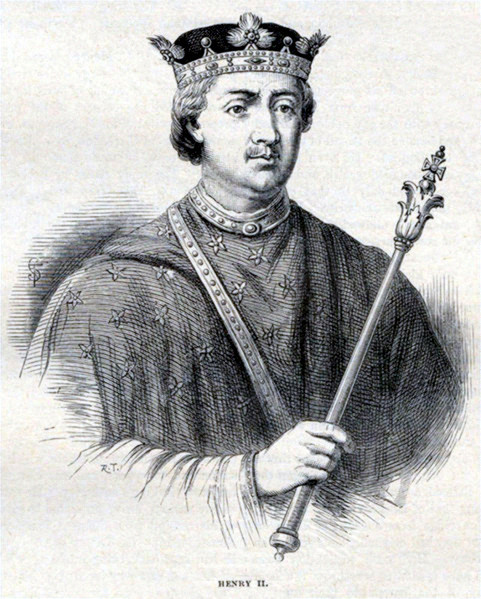
Henri II d'Angleterre.

La conquête de l'Irlande commence en 1169, sous Henri II. À l'origine, ce n'est pas strictement une conquête anglaise, puisqu'elle est déclenchée par un petit groupe de Normands n'agissant pas au nom de la Couronne anglaise. Richard FitzGilbert de Clare, dit « Strongbow », baron normand du pays de Galles, dépossédé de ses terres, fait équipe avec Diarmait MacMurrough, roi d'Irlande en exil, pour aider celui-ci à reconquérir son royaume de Leinster. Par la suite, les Normands prennent pied en Irlande, et s'emparent de Dublin en 1170[réf. nécessaire]. Inquiet de la puissance montante de Strongbow, Henri II décide d'envahir lui-même l'Irlande en octobre 1171,. Il parvient à contrôler Dublin et ses alentours.

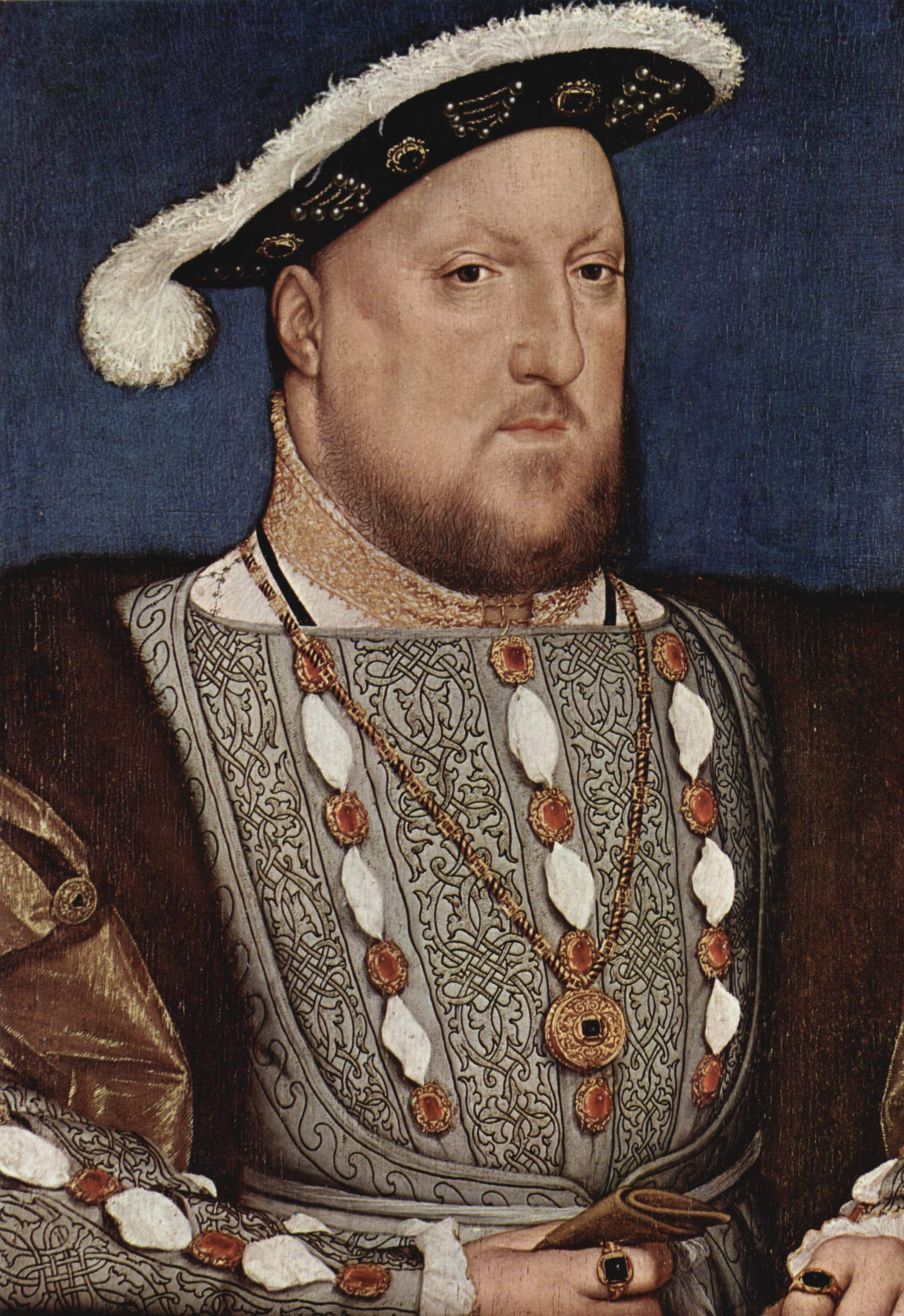
Portrait du roi Henri VIII

### Les Tudors
Henri VIII, roi d'Angleterre de 1509 à 1547, s'engage dans un conflit contre l'Église catholique romaine à cause de son divorce avec Catherine d'Aragon. Bien qu'Henri VIII ne soit pas forcément protestant, ce conflit sépare définitivement l'Angleterre de Rome. Une victime notable du schisme est le chancelier d'Henri VIII, Thomas More. Suit une période de troubles religieux et politiques conduisant à la Réforme et la dépossession des abbayes par la royauté.
Les filles d'Henri VIII Tudor, Marie Ire et Élisabeth Ire ont des positions bien différentes. Le règne de Marie Ire est marqué par des conflits religieux. Marie épouse le roi catholique Philippe II d'Espagne et monte sur le trône en 1553. Dès son avènement, Marie essaie d'éradiquer le protestantisme, sans succès. L'histoire l'appellera plus tard « Marie la Sanglante. »
La Réforme écossaise provoque un conflit entre la « vieille » religion (le catholicisme romain) et la nouvelle (l'Église écossaise ou presbytérienne.) La reine Marie Ire (dite Mary, Queen of Scots) est contrainte d'abdiquer après un véritable coup d'État, et de fuir pour l'Angleterre en abandonnant son fils Jacques VI à des tuteurs protestants. En Angleterre, les doutes à propos de la légalité du mariage d'Henri VIII avec Anne Boleyn font que beaucoup perçoivent Mary comme une prétendante plus légitime au trône d'Angleterre que sa cousine protestante Élisabeth Ire (l'arrière-grand-père de Marie fut le grand-père d'Élisabeth, Henri VII, par un mariage d'alliance entre l'Angleterre et l'Écosse). Élisabeth, méfiante, assigne sa cousine à résidence puis, pour conjurer les rumeurs d'un complot visant à la renverser[réf. nécessaire], la fait exécuter pour haute trahison. La reine Élisabeth meurt en 1603 sans héritier direct.
En 1541, le Parlement reçoit l'ordre de changer le statut de l'Irlande en royaume, avec Henri VIII proclamé roi. Celui-ci, qui se présentait toujours comme au-dessus des lois du Parlement, se montre comme roi d'Irlande l'année suivante. Cet acte crée une union des couronnes. Pendant le reste du XVIe siècle, les monarques Tudors étendent leur autorité sur l'Irlande à partir de la région autour de Dublin, l'English Pale, et finissent par contrôler la totalité de l'île en 1603. Lors de la reconquête de l'Irlande par les Tudors se déroulent des épisodes particulièrement violents, comme les deux révoltes des comtes de Desmond (1569-1573 et 1579-1583) et la guerre de Neuf Ans. Le XVIe siècle voit aussi la création des « plantations d'Irlande » : pour renforcer l'influence anglaise en Irlande, des terres sont confisquées à leurs propriétaires irlandais et distribuées à des colons anglais.

### L'Union des Deux Couronnes (1603)

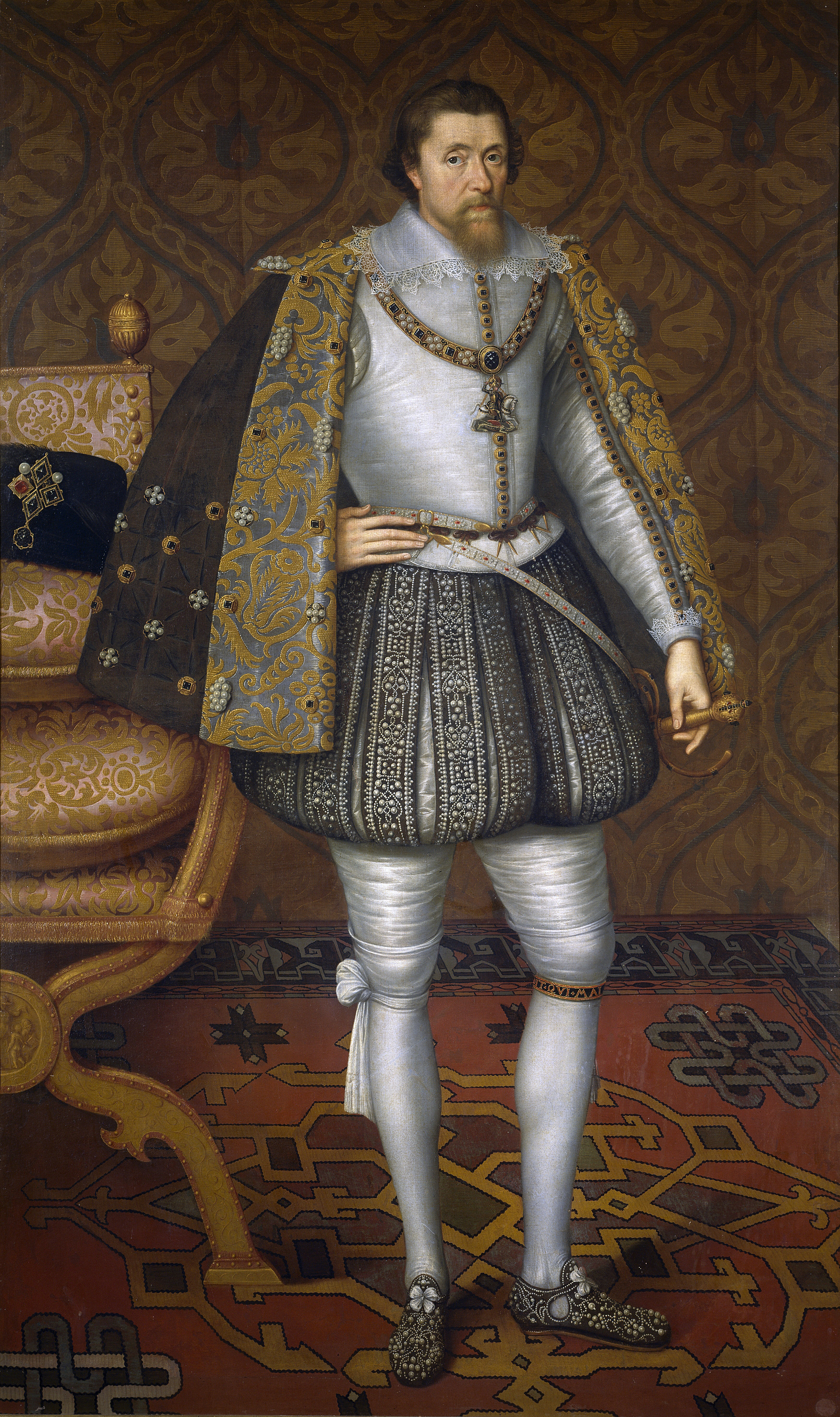
Le roi Jacques Ier d'Angleterre (Jacques VI d'Écosse) peint par Paulus van Somer.

Jacques VI, maintenant roi d'Écosse, succède à sa cousine Élisabeth et prend le titre de Jacques Ier d'Angleterre en 1603, tout en conservant son titre de Jacques VI, roi d'Écosse. Les Stuart sont maintenant la famille royale de « Grande-Bretagne », mais les deux royaumes conservent des parlements séparés. L'Union des Deux Couronnes a préparé une éventuelle unification des deux royaumes. Cependant, pendant le siècle suivant, de fortes différences politiques et religieuses continuent à diviser les deux royaumes, et la royauté unique ne parvient pas à empêcher des guerres intestines.
L'Écosse, jusqu'en 1707, reste un royaume indépendant et résiste à l'expansion de la domination anglaise. À cause du climat, de la géographie physique et de la densité de la population, le royaume d'Écosse a, d'un point de vue économique et militaire, tendance à être considéré comme inférieur à son voisin au sud, le royaume d'Angleterre. Cependant, l'« Auld Alliance » avec le royaume de France inquiète les gouvernements anglais successifs, et la volonté de séparer l'Écosse de son alliée catholique est une constante de la politique anglaise vis-à-vis de l'Écosse jusqu'à l'union des couronnes, en particulier pendant la Réforme protestante.

### Le Commonwealth et l'annexion temporaire de l'Écosse et de l'Irlande
L'accession du fils de Jacques Ier, Charles Ier, au trône en 1625 marque le début d'une période de conflit entre le Roi et le Parlement. L'adhésion de Charles à la doctrine de la monarchie de droit divin attise une bataille de suprématie entre le Roi et le Parlement, qui culmine avec la guerre civile anglaise (1642-1651). En 1649, Charles est décapité. C'est le début de la République, ou Commonwealth (de 1649 à 1653), suivie par une période de gouvernement personnel du Lord Protector Olivier Cromwell. Le nouveau régime est impopulaire, et la mort de Cromwell en 1658 provoque un vide politique que le gouvernement de son fils Richard (1658-1659) ne parvient pas à combler. En 1659, on tente de revenir au système antérieur au Protectorat de Cromwell mais, en définitive, la volonté de stabilité politique pousse le Parlement à négocier la Restauration de la monarchie en 1660. Le fils de Charles Ier, Charles II, monte sur le trône. La période des crises entre le parlement et Charles Ier dans les années 1620 jusqu'à la restauration de la monarchie en 1660 est de plus en plus surnommée la Révolution anglaise par les historiens.

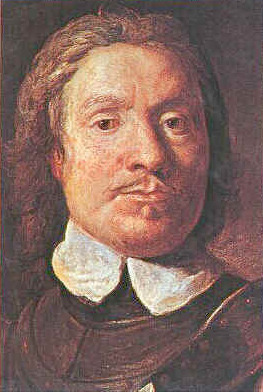
Oliver Cromwell, Lord Protector d'Angleterre.

Pendant la période du Commonwealth l'Irlande et l'Écosse sont annexées par l'Angleterre et leur autonomie législative, abolie. L'Irlande est particulièrement touchée par la période des guerres civiles ; en effet, après la conquête de Cromwell, la classe terrienne irlandaise catholique est dépossédée de ses terres et remplacée par une classe dirigeante britannique et protestante. L'autonomie nominale de l'Irlande et de l'Écosse sont restaurées après la Restauration. Néanmoins, pendant la période des Guerres des Trois Royaumes, les rois anglais (1639-1651) consacrent beaucoup de temps à établir la primauté de l'Angleterre sur les deux autres royaumes de la monarchie Stuart.
Le conflit entre la Couronne et le parlement s'achève lors de l'invasion du pays par une armée hollandaise en 1688, qui débouche sur la Glorieuse révolution britannique et son volet économique, la révolution financière britannique.

### Les Actes d'Union (1707)
Une intégration politique plus profonde est le projet de la reine Anne de Grande-Bretagne (1702–1714) qui succède au trône en 1702 comme dernière monarque Stuart de Grande-Bretagne et d'Irlande. Un Bill d'Union est établi sous l'égide de la reine et de ses conseillers, les négociations commencent pour de bon en 1706. Les circonstances de l'acceptation de l'Écosse sont discutées. Les partisans écossais croient que l'échec de l'accession au Bill provoquera l'imposition de l'union dans des conditions beaucoup moins favorables ; ils craignent de longs conflits des deux côtés qui conduiront à un désordre civil, surtout à Édimbourg, dont la population est coutumière (Edinburgh Mob). Le projet d'une union des deux royaumes est très impopulaire parmi la population écossaise[réf. nécessaire] cependant, après le désastre du projet Darién, le parlement d'Écosse pratiquement en faillite, accepte les propositions à contre-cœur (les petites incitations financières pour les parlementaires écossais ainsi que les manœuvres de l'armée anglaise[réf. nécessaire] dans le nord de l'Angleterre jouent également un rôle dans la prise de décision).

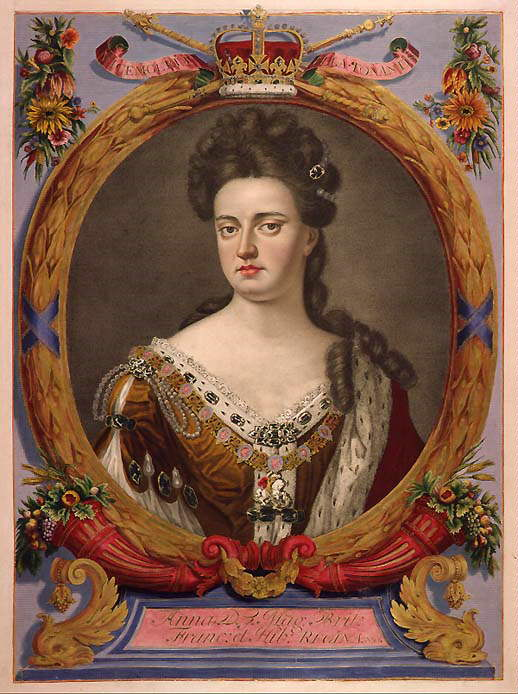
La reine Anne (1702–1714), gravure d'un atlas d'Auguste II de Pologne.

En 1707, les actes d'union reçoivent la sanction royale, les parlements d'Angleterre et d'Écosse sont abolis pour créer le Royaume-Uni de Grande-Bretagne avec un parlement unique, le Parlement de Grande-Bretagne. Anne devient formellement la première occupante du trône britannique uni et envoie 45 membres au nouveau parlement à Westminster. Le plus grand bénéfice de cette union est pour l'Écosse le fait de profiter du libre-échange avec l'Angleterre et son empire colonial d'outre-mer. Elle reçoit également des subsides, appelés « l'Équivalent », d'un montant égal à la part de la dette publique anglaise qu'elle assume. Pour l'Angleterre, un allié possible des états européens hostiles à l'Angleterre est neutralisé, et la succession protestante au trône, sécurisée.
Cependant, certains aspects des royaumes auparavant indépendants sont maintenus. Certaines institutions anglaises et écossaises n'ont pas fusionné dans le système britannique : l'Écosse conserve son système judiciaire de même que son système bancaire. L'église presbytérienne et l'église anglicane demeurent séparées, tout comme le système d'éducation. Le renommage prévu par l'Acte d'Union de l'Angleterre en « Bretagne du Sud » (South Britain) et l'Écosse en « Bretagne du Nord » (North Britain) n'a guère trouvé de partisans et il est abandonné (en Angleterre, les termes d'England et Britain continuent d'être souvent interchangeables, cependant, la même situation ne s'est jamais produite en Écosse).

## La Grande-Bretagne auXVIIIesiècle
Pendant le XVIIIe siècle, la Grande-Bretagne émerge comme une grande puissance en Europe et dans le monde entier. Le siècle est marqué par une rivalité avec la France, qui se prolonge à leurs colonies outre-mer en Amérique du Nord, aux Antilles, et en Inde. Dans la guerre de Sept Ans (1756-1763), la Grande-Bretagne triomphe sur ces trois fronts, conquérant la Nouvelle-France (le Canada) ainsi que des îles dans les Antilles mais aussi et surtout, gagne de manière décisive le contrôle du sous-continent indien.
Cependant, le triomphe britannique en Amérique du Nord est de courte durée. En 1775, 12 ans après la défaite de la France en Amérique du Nord, ses treize colonies lancent une guerre d'indépendance. Les coûts financiers de la guerre de sept ans avaient ruiné le pays qui avait alors augmenté d'autorité les taxes des colons américains. Avec l'assistance de la France motivée par l'envie de revanche, les États-Unis gagnent leur indépendance en 1783.
Sur le continent européen, la Grande-Bretagne maintient le statu quo. La Révolution française préoccupe le gouvernement britannique, qui déclare la guerre contre la nouvelle République française en 1793. La guerre continuera au XIXe siècle (guerres napoléoniennes).

### Les changements économiques importants duXVIIIesiècle
Avec l'arrivée d'un protestant hollandais Guillaume III d'Orange sur le trône, après la glorieuse révolution de 1688, la vie parlementaire est marquée par l'élection et le débat d'idées. Financiers, navigateurs, experts dans l'art des voies navigables, les hollandais donnent à une Angleterre encore très peu peuplée des ressorts pour se lancer dans une économie d'exportation et d'innovations technologiques.

### Une économie irriguée par la finance et les voies navigables
- À la révolution, l'Angleterre se dote d'un parlement, élu par une dizaine de milliers d'aristocrates. À l'époque où Richelieu tente d'interdire les duels, le parlement anglais devient le lieu de joutes oratoires et du débat d'idées. Il offre des prix aux inventeurs et organise des concours, comme celui de 1734 pour créer un chronomètre de marine, gagné par John Harrison.

- La création en 1694 de la banque d'Angleterre, qui prête directement à l'État, précède d'un siècle celle de la Banque de France. Pour moderniser le pays, le nouvel État s'endette. En 1720, l'écrivain Daniel Defoe, père de Robinson Crusoé, fustige l'activisme des Hollandais qui tiennent le centre financier de Londres et multiplient les astuces pour placer la dette publique : loteries, obligations sur la marine, ou emprunts convertibles en actions.

- Le budget de l'État britannique s'élève en 1783 à 15 millions de livres sterling contre 16 millions en France, où le PNB est pourtant 2,5 fois plus élevé (160 millions de livres sterling contre 68 millions pour le Royaume-Uni) selon l'historien Fernand Braudel[5]. Revers de la médaille, l'impôt pèse 22 % du PNB au nord de la Manche contre 10 % au sud. Mais selon Braudel les prélèvements de l'Église et des nobles sont plus élevés en France. Louis XIV a mené quatre guerres grâce à la fiscalité directe sur une population trois fois plus nombreuse.

- Le nouvel État britannique, dirigé par les hollandais, s'inspire du triomphe maritime de la Compagnie néerlandaise des Indes orientales depuis 80 ans : il arme une flotte rivalisant avec celle de la France, trois fois plus peuplée. Critiquée pour sa dette, Londres surveille ses dépenses. Les guerres deviennent plus courtes : 7 ans pour prendre le Canada en 1764, 7 aussi pour céder l'indépendance des États-Unis en 1783.

- L'État britannique investit surtout pour aménager le réseau fluvial, dans le premier quart du XVIIIe siècle, portant les voies navigables à 1 160 miles, afin de compléter une intense activité de cabotage, selon Fernand Braudel[6]. Le canal du Midi construit par Colbert de 1666 à 1681 est visité par des aristocrates anglais, dont Lord Bridgewater, qui en 1761 s'endette pour relier ses mines de charbon aux voies navigables, par un canal privé. Son succès inspire d'autres canaux, financés par une Bourse qui fonctionne à plein régime. Les inventions des années 1770, le puddlage de l'acier et la machine à vapeur nécessitent un charbon deux fois moins coûteux à livrer grâce aux rivières aménagées puis aux canaux.

- Le rôle spécifique d'une révolution agricole britannique est relatif car le PNB français progresse de 110 % entre 1715 et 1800 contre +82 % pour l'Angleterre. Trois fois plus peuplée, la France a beaucoup plus de campagnes arriérées que l'Angleterre mais également plus de campagnes riches, de commerçants et d'artisans dynamiques. Et elle profite plus que l'Angleterre de la traite vers les colonies sucrières les plus rentables, comme Saint-Domingue.

- La nouvelle banque d'Angleterre devient le pivot du développement des grandes banques privées de Londres. En 1807 elles sont au nombre de 73. En province, les petites banques de comté se multiplient : une douzaine dès 1750, puis 120 en 1784, 200 aux environs de 1797 et 370 en 1800, selon Braudel[7].

- Ces nouveaux banquiers de proximité diffusent l'épargne et le crédit dans les villes nouvelles, en exigeant des fonds propres, incitant les entrepreneurs-inventeurs du coton, comme Richard Arkwright et Edmund Cartwright à trouver des associés. Le boom du coton recentre la croissance sur des régions peu peuplées du nord-est, alors en retard, et se diffuse aux autres secteurs vers 1880, via le charbon, l'acier et la machine à vapeur.

- En 1698, les spéculateurs hollandais délaissent le Royal Exchange, où leurs nouvelles techniques déconcertent les Anglais, pour se retrouver au Jonathan's Coffee-House ; celui-ci brûle en 1748, devient un club de 161 courtiers en 1661 et érige en 1773 son propre bâtiment, le Stock Exchange, féroce rival du Royal Exchange dont il triomphe rapidement. Rodés, les courtiers sont prêts à accompagner la révolution industrielle.

#### La croissance du commerce extérieur
Le commerce extérieur de la Grande-Bretagne connaît au XVIIIe siècle une croissance exceptionnelle. De 1700-1701 à 1797-1798, la valeur des importations passe d’un peu moins de six millions de livres sterling à 24 millions. La valeur des exportations de biens produits en Grande-Bretagne passe de 4,5 millions de livres sterling à 18,3 millions. La valeur des réexportations passe de 2,1 à 12 millions de livres sterling.
Cette importante croissance s'explique par trois phénomènes majeurs : 
1. la demande croissante en Grande-Bretagne en produits exotiques en provenance d’Amérique et d’Asie (tabac, sucre, thé, café, produits colorants comme l’indigo) ;
2. la demande croissante dans les pays d’Europe de l’Ouest et du Nord pour les mêmes produits, qui sont importés en Grande-Bretagne avant d’être réexportés ;
3. la demande croissante dans les colonies américaines, où vivent 1,5 million de personnes, dont seulement 250 000 esclaves, en 1750 à la fois en produits manufacturés et en produits réexportés venus d’Asie[9].

La région composée de l'Angleterre et du Pays de Galles, de l'Écosse, de l'Irlande, des colonies d'Amérique et des Antilles, et dans une certaine mesure des côtes d'Afrique de l'Ouest, fonctionne au XVIIIe siècle comme une zone de libre-échange, dans laquelle les marchands britanniques peuvent commercer librement. C'est en revanche une zone protégée de la concurrence étrangère par les Navigation Acts.
Une autre cause de la croissance phénoménale du commerce extérieur britannique est le développement d'un marché du crédit particulièrement performant, soutenu par les principaux grossistes et marchands internationaux, et par des institutions comme la Banque d'Angleterre, et qui permet de pallier la pénurie constante de numéraire. Le taux du crédit est particulièrement bas dans la Grande-Bretagne du XVIIIe siècle : autour de 3 à 4 % en moyenne, ce qui correspond grosso modo aux taux actuels, alors que dans le reste de l'Europe, il est rare de pouvoir emprunter à moins de 10 %.

#### Les prémices de la Révolution industrielle
La croissance des exportations britanniques au XVIIIe siècle s'explique aussi en grande partie par l'explosion, dans les vingt dernières années du siècle, d'un nouveau commerce, celui de produits cotonniers fabriqués non plus dans des manufactures artisanales mais dans de vraies entreprises industrielles, profitant des progrès technologiques apportés par les inventions des premiers entrepreneurs du coton britannique qui lancent la révolution industrielle à partir de 1777.
La croissance du coton décolle dès 1771 et accélère encore en 1787, au fil des progrès technologiques : sur seulement 37 ans, entre 1771 et 1808, les importations de coton brut de l'Angleterre sont multipliées par douze. Les exportations de produits cotonniers finis, avec leur valeur ajoutée sont encore plus importantes.
Jusqu'en 1760, le coton joue au contraire un rôle mineur, avec seulement 10 % des exportations contre environ 25 % pour la laine.

## De l'Acte d'Union de 1800 à la mort de Guillaume IV

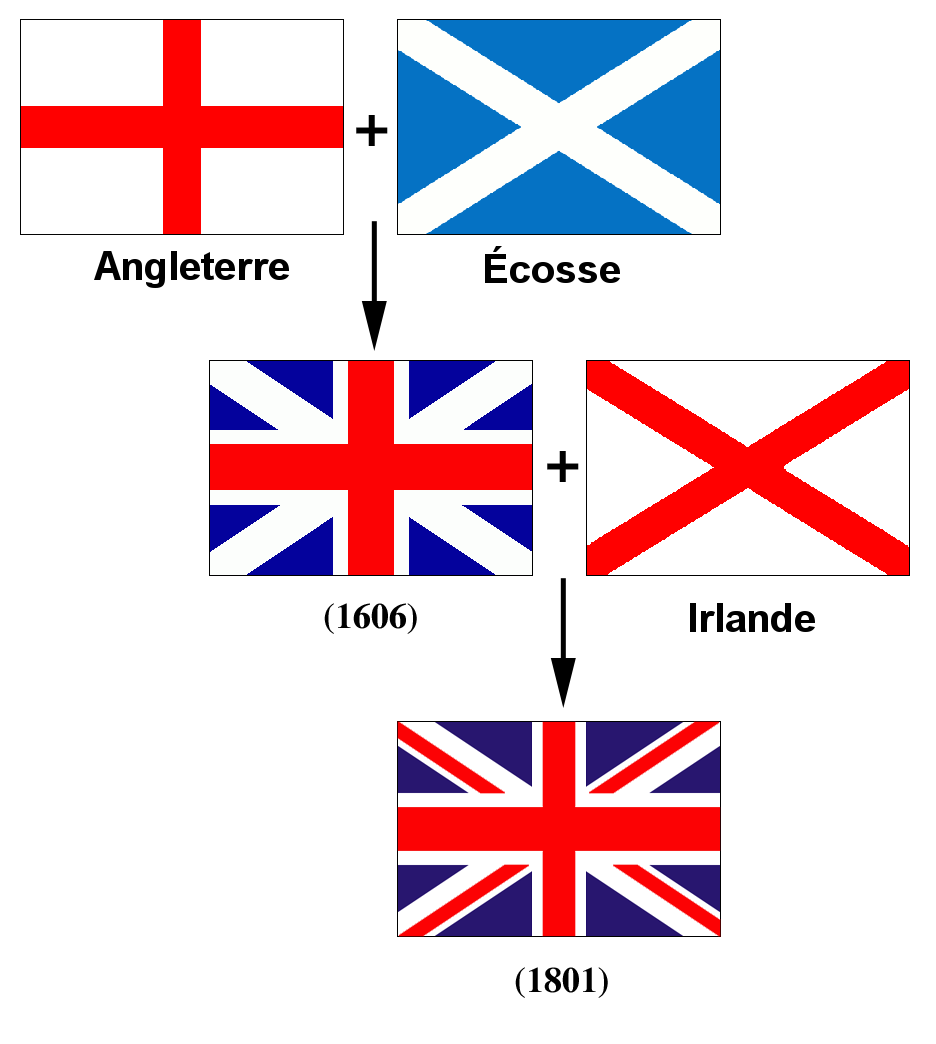
Le drapeau du Royaume-Uni basé sur les drapeaux de l'Angleterre, de l'Écosse et de l'Irlande. Ce schéma ne présente pas le drapeau de Cornouailles (voir image ci-dessous).

Le drapeau de Cornouailles.

### L'Acte d'Union de 1800
L'invasion de l'Irlande par les Anglo-Normands en 1170 est suivie par des siècles de lutte. Tour à tour, les rois anglais cherchent à conquérir et à piller l'Irlande. Au début du XVIIe siècle commence une colonisation majeure de la province de l'Ulster par des protestants écossais et anglais ; beaucoup de catholiques irlandais sont contraints de quitter leurs terres. Depuis le temps de la première invasion normande, l'Irlande est un sujet de contrôle et de régulations de la part de l'Angleterre et plus tard de la Grande-Bretagne. Les Irlandais ont profité de la Première Révolution anglaise pour tenter de recouvrer leur indépendance. Cromwell débarque à Dublin (été 1649) avec ses soldats, les « Côtes de Fer » William Lamb, et organise un véritable massacre. Suivant les sources, entre le tiers et la moitié de la population de l'île est massacrée. Après sa défaite, l'Irlande est soumise à l'autorité et aux lois de l'Angleterre et les terres du nord du pays sont confisquées et attribuées à des colons venus d'Écosse et d'Angleterre.
La guerre de l'Indépendance américaine (1775-1783) trouve un puissant écho au sein du peuple irlandais. En effet, des associations de volontaires militaires irlandais usent de leur influence pour parler en faveur d'une plus grande indépendance du parlement irlandais. Ce souhait est réalisé en 1782 par l'obtention de droit au commerce autonome et de l'indépendance législative de l'Irlande. Cependant, avec l'attrait des principes de la Révolution française, les demandes de réforme de la Constitution se radicalisent. La Society of United Irishmen, composée de presbytériens de Belfast et d'anglicans et catholiques de Dublin, fait campagne pour la fin de la domination britannique. À leur tête se trouve Theobald Wolfe Tone (1763–1798) qui travaille avec la Convention catholique en 1792 pour abolir la loi pénale. N'arrivant pas à gagner le soutien du gouvernement britannique, Tone embarque pour Paris où il peut encourager quelques forces navales françaises qui l'aideront lors des soulèvements en Irlande. Les paysans se soulèvent à Wexford et, quoique insuffisamment armés, combattent avec bravoure. Dublin est en danger, mais les insurgés sont défaits par les forces régulières à Vinegar Hill. Une force française de mille cent hommes, menée par le général Humbert, débarque dans la baie de Killala ; elle arrive trop tard pour apporter une assistance efficace. Néanmoins, les rébellions ont enfin convaincu le Premier ministre britannique William Pitt (dit William Pitt Le Second) qu'il devait mettre un terme à l'indépendance de l'Irlande.
La loi promulguant l'Union reçoit l'assentiment royal le 1er août 1800. L'union législative de la Grande-Bretagne et de l'Irlande est scellée le 1er janvier 1801 par les deux parlements irlandais et anglo-saxons sous l'Acte d'Union de 1800. Le pays est alors nommé « Royaume-Uni de Grande-Bretagne et d'Irlande » (United Kingdom of Great Britain and Ireland). Dès lors, l'Irlande dispose de 100 membres à la Chambre des communes (House of Commons), dont 64 élus par les comtés, 35 par les boroughs et 1 par l'université de Dublin, de Westminster et 28 pairs à la Chambre des lords (House of Lords). Cependant, la lutte armée pour l'indépendance continue sporadiquement durant le XXe siècle. Une République irlandaise s'autoproclame à Dublin en 1916 et est approuvée en 1919 par Dáil Éireann, le parlement lui aussi auto-déclaré. Une guerre anglo-irlandaise a lieu entre les forces de la couronne et l'Armée républicaine irlandaise (IRA) de janvier 1919 à juillet 1921.
Le traité anglo-irlandais de 1921, négocié entre les représentants de Grande-Bretagne et d'Irlande et approuvé par trois parlements, établit l'État libre d'Irlande qui quitte le Commonwealth britannique et devient une république après la Seconde Guerre mondiale, sans lien constitutionnel avec le royaume britannique. Cependant six comtés majoritairement protestants du nord de l'Irlande choisissent de rester dans le Royaume-Uni.

### LeXIXesiècle
Premiers ministres : William Pitt le Jeune | Lord Grenville | Duc de Portland | Spencer Perceval | Lord Liverpool | George Canning | Lord Goderich | Duc de Wellington | Lord Grey | Lord Melbourne | Sir Robert Peel | Lord John Russell | Lord Derby | Lord Aberdeen | Lord Palmerston | Benjamin Disraeli | William Ewart Gladstone | Lord Salisbury | Lord Rosebery
Périodes : Époque georgienne - Époque victorienne - Époque édouardienne
Le XIXe siècle est marqué par de grandes avancées en géologie et en paléontologie, ainsi qu'en génie civil, avec des ingénieurs tels qu'Isambard K. Brunel, William Jessop ou John Rennie. Le Royaume-Uni est le premier pays à connaître un essor fulgurant du chemin de fer puis un recours massif à la monnaie de papier, alors que les métaux précieux restent dominants ailleurs, en particulier aux États-Unis, où la Panique de 1837 montrent qu'ils restent primordiaux. Sur le front social, le chartisme, de 1838 à 1848, mobilise des millions de personnes pour obtenir le suffrage universel. Le syndicalisme prend forme dans les années 1860, avec les Trades Union Congress (TUC, congrès des syndicats), et s'étend dans les années 1880 au-delà des seuls ouvriers qualifiés.

### L'Irlande
Une partie des négociations autour de l'Acte d'Union de 1800 stipulait que la loi pénale serait abrogée ainsi que l'émancipation catholique garantie. Cependant le roi George III bloque l'émancipation en argumentant que de l'accepter irait à l'encontre de son serment de défendre l'Église anglicane. Une campagne menée par l'avocat et politicien Daniel O'Connell ainsi que la mort du roi George mène à la concession de l'émancipation catholique en 1829, les catholiques sont autorisés au Parlement. O'Connell essaie ensuite de faire abroger l'Acte d'Union, une campagne sans succès.
Quand l'épidémie de mildiou atteint l'île en 1846, une majeure partie de la population rurale n'a plus rien à manger. Cependant, les politiciens britanniques comme le Premier ministre Robert Peel pratiquent le laissez-faire qui consiste en la non-intervention du pouvoir notamment dans le domaine économique. Par ailleurs, des sommes énormes sont levées par des particuliers et des associations caritatives (des Indiens américains envoient des approvisionnements[réf. nécessaire], la reine Victoria donne l'équivalent de 70 000 €) mais l'inactivité du gouvernement britannique (ou au moins une activité inadéquate) mènent à la catastrophe. La classe des laboureurs des champs est pratiquement anéantie dans ce qui sera connu sous le terme de Famine des pommes de terre en Irlande (Irish Potato Famine).

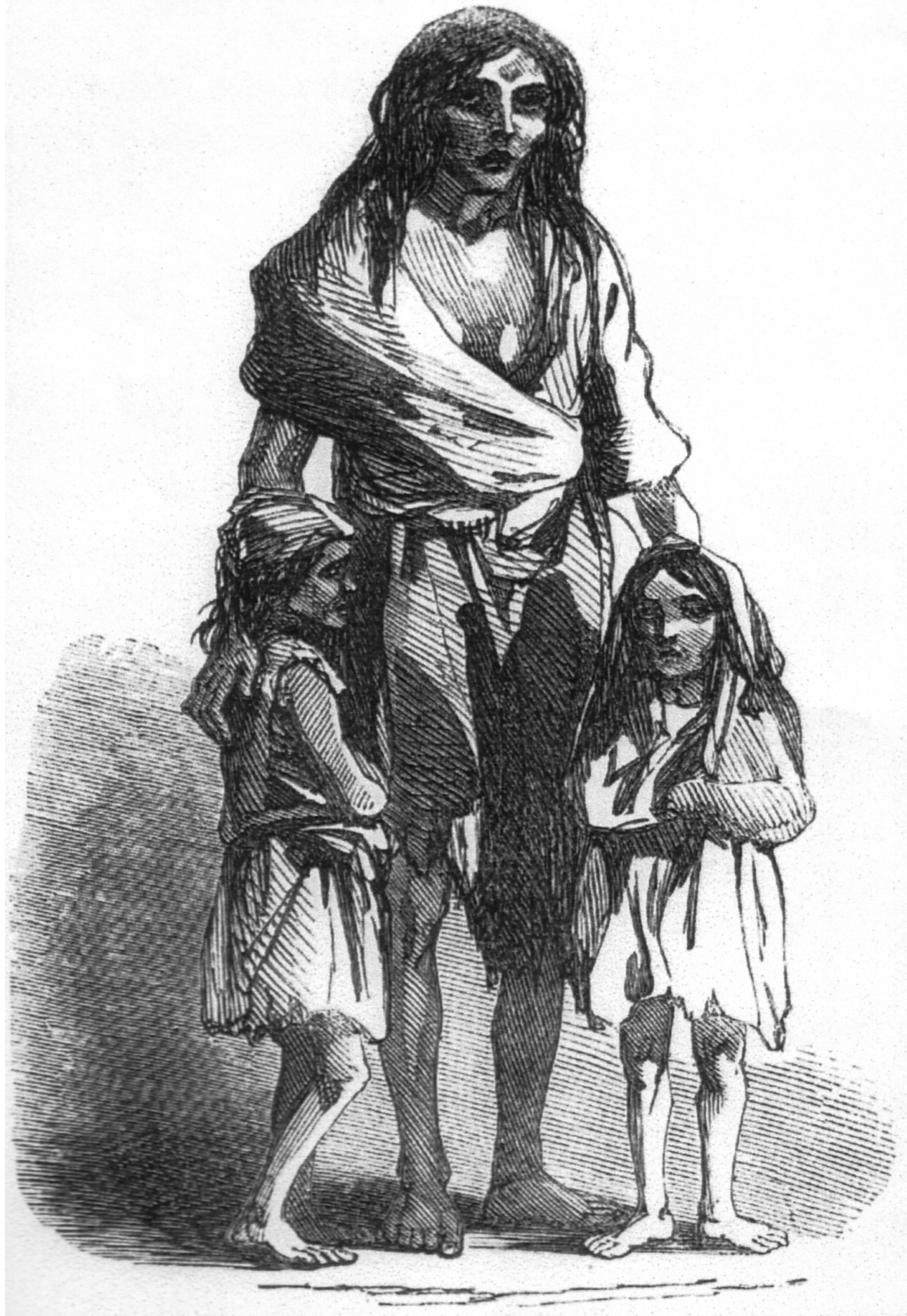
Brigdet O'Donnel et ses enfants, symbolisant la Grande Famine dans les années 1845-1852 en Irlande provoquée par l'épidémie de mildiou.

La plupart des Irlandais élit des membres du Parlement libéraux et conservateurs appartenant aux grand partis politiques britanniques (les pauvres n'avaient pas le droit de vote à l'époque). Une minorité significative élit également des unionistes qui défendent la maintenance de l'Acte d'Union. Un avocat tory qui fait de la campagne à l'échelle nationale, Isaac Butt, établit un nouveau mouvement nationaliste modéré, la Home Rule League, dans les années 1870. Après la mort de Butt, la Home Rule League ou plutôt l'Irish Parliamentary Party comme elle est appelée à présent, devient une force politique majeure sous William Shaw et le propriétaire protestant radical Charles Stewart Parnell. L'Irish Parliamentary Party domine la politique irlandaise, à l'exclusion des partis libéraux, conservateurs et unionistes qui existaient auparavant. Le mouvement de Parnell rencontre un succès global, parmi les propriétaires conservateurs comme chez la Land League qui fait campagne pour une réforme fondamentale des propriétés irlandaises, la plupart des fermes sont louées par des grands propriétaires aristocratiques.
Le mouvement de Parnell fait campagne pour la Home Rule qui signifie que l'Irlande s'autogouvernera en tant que région du Royaume-Uni, à l'opposition d'O'Connell qui souhaite une indépendance entière avec un monarque et une couronne partagée. Deux Home Rule Bills sont introduits par le premier ministre Gladstone mais aucun ne parvient au statut de loi, surtout à cause de l'opposition de la Chambre des lords. La question divise l'Irlande, une minorité significative (surtout en provenance de l'Ulster) sont contre la Home Rule et craignent qu'un parlement catholique-nationaliste à Dublin n'entraîne des mesures discriminantes et impose des tarifs sur l'industrie ; bien que la majorité de l'Irlande vit de l'agriculture, six comtés de l'Ulster sont le siège d'industries lourdes qui seraient alors le plus affectés par de nouveaux tarifs.
En 1912, un autre Home Bill passe par la Chambre des communes mais se heurte, tout comme en 1893, à la Chambre des lords. Cependant, la Chambre des lords à cette époque a perdu son droit de véto en matière législative et ne peut que retarder le Bill de deux ans - jusqu'en 1914. Pendant ces deux années, l'Irlande est constamment menacée d'une guerre civile avec la création des Unionist Ulster Volunteers et de leur contrepartie nationaliste, les Irish Volunteers. Les deux groupes s'arment en important des fusils et des munitions, et s'entraînent publiquement. Quand la Première Guerre mondiale éclate en 1914, la question de l'Irlande est oubliée pour la durée de la guerre. Les forces unionistes et nationalistes rejoignent l'armée britannique et souffrent de pertes considérables dans les tranchées.
Jusqu'en 1918, l'Irish Parliamentary Party reste le parti politique dominant en Irlande bien que divisé depuis la fin du XIXe siècle après l'affaire du divorce d'O'Shea. Parnell, surnommé « roi sans couronne d'Irlande » (Uncrowned King of Ireland), vivait avec la femme d'un de ses parlementaires, et fut le père de nombreux enfants. Quand le scandale éclate, les non-conformistes religieux britanniques, qui étaient l'appui du parti libéral irlandais, forcent W. E. Gladstone d'abandonner la cause irlandaise aussi longtemps que dure l'adultère de Parnell. Le parti se divise en pro- et anti-Parnellites qui se battent pendant les élections.
Une République irlandaise est unilatéralement déclarée à Dublin en 1916 lors de l'insurrection de Pâques (Easter Rising). L'insurrection est assez vite matée par les forces britanniques et les chefs sont exécutés. Cela augmente le nombre des partisans de l'insurrection en Irlande et la déclaration d'indépendance est ratifiée par le Dáil Éireann, le parlement de la république auto-déclarée en 1919. De 1919 à 1921, les forces de la Couronne et l'armée de la République irlandaise sont en guerre.
Le traité anglo-irlandais de 1921 négocié entre les représentants britanniques et irlandais et ratifié par quatre parlements établit l'État libre d'Irlande (Irish Free State) d'abord considéré comme un dominion de l'Empire britannique, comme le Canada ou l'Afrique du Sud, mais qui quitte le Commonwealth britannique et devient une république après la Seconde Guerre mondiale sans aucun lien constitutionnel avec le Royaume-Uni. Six comtés du nord, majoritairement protestants, restent attachés au Royaume-Uni (Irlande du Nord).

### Royaume-Uni et Commonwealth

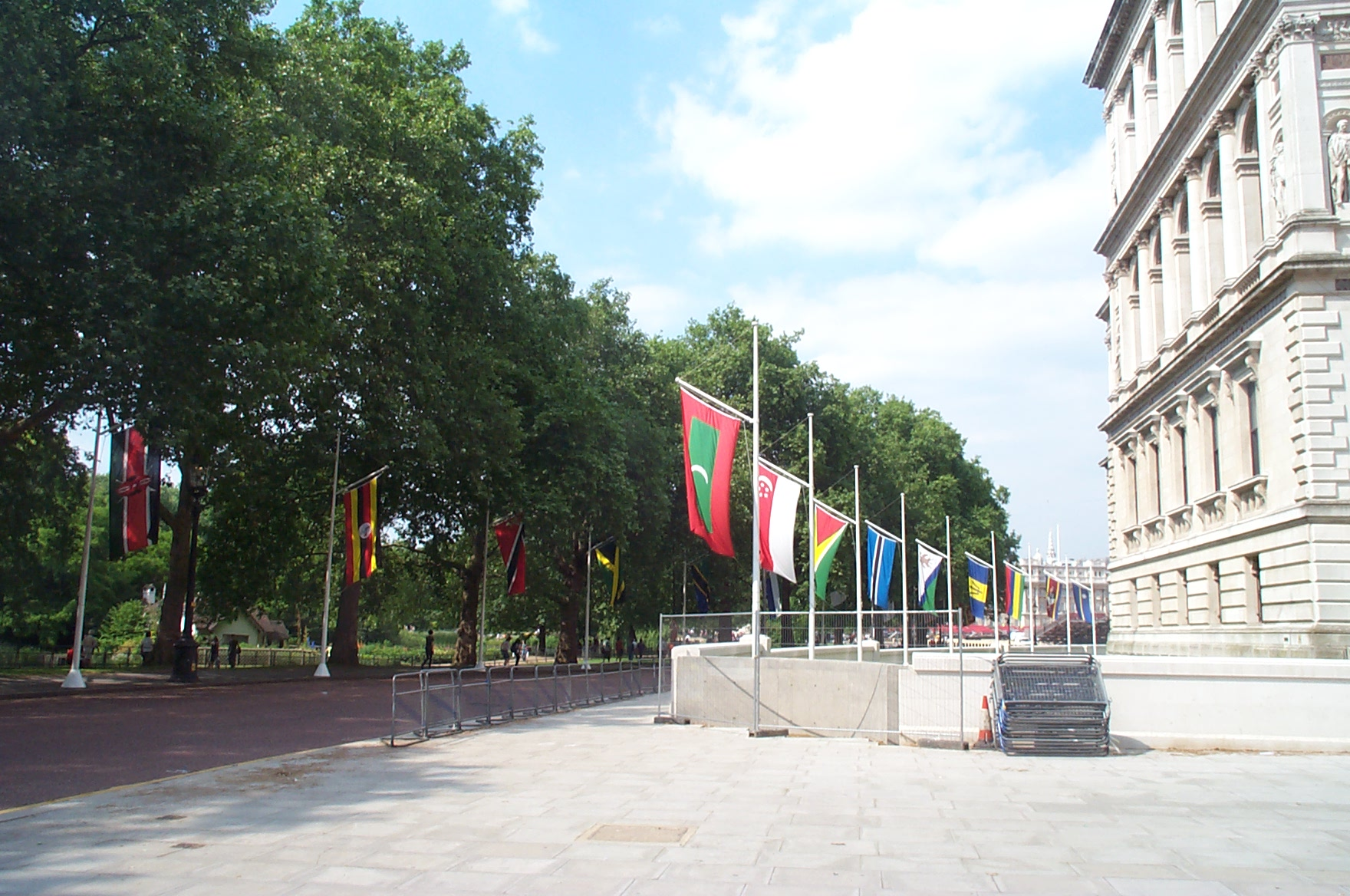
Drapeaux des membres du Commonwealth à Londres.

Le contrôle de l'Empire britannique sur ses colonies diminue au cours de l'entre-deux-guerres. Le nationalisme prend une part importante dans plusieurs zones de l'Empire, notamment aux Indes et en Égypte.
Entre 1867 et 1910, l'Australie, le Canada et la Nouvelle-Zélande reçoivent le statut de dominion (une indépendance au sein de l'Empire). Ils deviennent des membres fondateurs du Commonwealth britannique (connu sous le nom de Commonwealth of Nations depuis 1949), une organisation informelle qui réunis les anciennes colonies britanniques. L'indépendance des Indes et du Pakistan en 1947 parachèvent la décolonisation de l'Empire. Aujourd'hui, la plupart des anciennes colonies britanniques font partie du Commonwealth, pratiquement toutes en tant que membre indépendant. Restent cependant treize colonies britanniques anciennes — dont les Bermudes, Gibraltar et les Îles Malouines — qui décident de garder leur lien politique avec Londres, ce sont les territoires britanniques d'outre-mer.
Bien que faisant souvent preuve d’un nationalisme économique et politique, le Commonwealth délègue au Royaume-Uni les affaires concernant les pays en développement ; il tient lieu de forum pour les problèmes de ces pays. À noter que l'Irlande, les États-Unis ainsi que les anciennes colonies et protectorats du Moyen-Orient ne font pas partie du Commonwealth. De plus, le Commonwealth aide à préserver des institutions calquées sur le modèle britannique, comme la démocratie parlementaire westminsterienne, dans ces pays.

### Histoire sociale
De retour des tranchées, beaucoup éprouvent de la rancœur face à l'indifférence des civils et, compte tenu de leur propre sacrifice (en France, un phénomène semblable a lieu), la conscription brasse des populations d'origines et rangs divers et ce nivellement de masse accélère le changement social d'après-guerre. Les réformes sociales du siècle dernier donnent naissance en 1900 au Parti travailliste, qui n'accède cependant au pouvoir qu'en 1922.

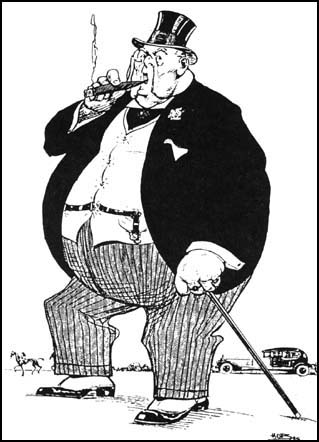
The Subsidised Mineowner, caricature britannique de 1925.

En 1919, la loi sur le logement social du Premier ministre Lloyd George fait sortir les gens de leurs taudis de banlieue de l'époque victorienne. Cependant, les tramways utilisent la fée électricité bien avant les habitations. Le droit de vote est reconnu aux femmes en 1918, mais le suffrage universel ne voit le jour qu'en 1928.
La Grande Dépression de 1929 frappe durement le nord de l'Angleterre et le Pays de Galles (70 % de chômeurs dans certaines régions). Auparavant déjà, la grève générale de 1926 est proclamée en solidarité avec les mineurs et leurs salaires diminués. Le roman Le Quai de Wigan de George Orwell décrit bien les conditions d'existence de la classe ouvrière du nord de l'Angleterre durant les années 1930. Alors commence le lent déclin de l'industrie charbonnière du Royaume-Uni qui atteint son paroxysme au début des années Thatcher (1979) avec la longue grève des mineurs (un an, sans grande compensation).
Le début de la Seconde Guerre mondiale est l'occasion d'une relance de l'emploi (défense, armement). Elle commence par la « drôle de guerre » ou rien de sérieux ne se produit du 3 septembre 1939 à mai 1940 (débuts du Blitz et de l'attaque allemande en Europe et en Angleterre). Les enfants sont tôt évacués loin des agglomérations. Le nombre des pertes humaines est deux fois moindre qu'en 1914-1918 mais les « progrès » dans la guerre aérienne accroissent le nombre de civils touchés. D'ailleurs les sévères bombardements aériens par la Luftwaffe sur les grandes villes forgent l'esprit britannique de résistance à l'ennemi.
On assiste alors à un « retour » des populations vers les champs, l’agriculture et les jardins individuels pour subvenir aux besoins alimentaires. Les femmes prennent largement part à cet effort de guerre (usines mais aussi agriculture) : les « Land Girls » (les filles de la terre), cinq cent mille femmes dans les forces armées. Même la princesse et future reine Élisabeth II contribue à l'effort de guerre en conduisant des camions. La révolution sexuelle commence déjà avec cette émancipation.

## Époque victorienne

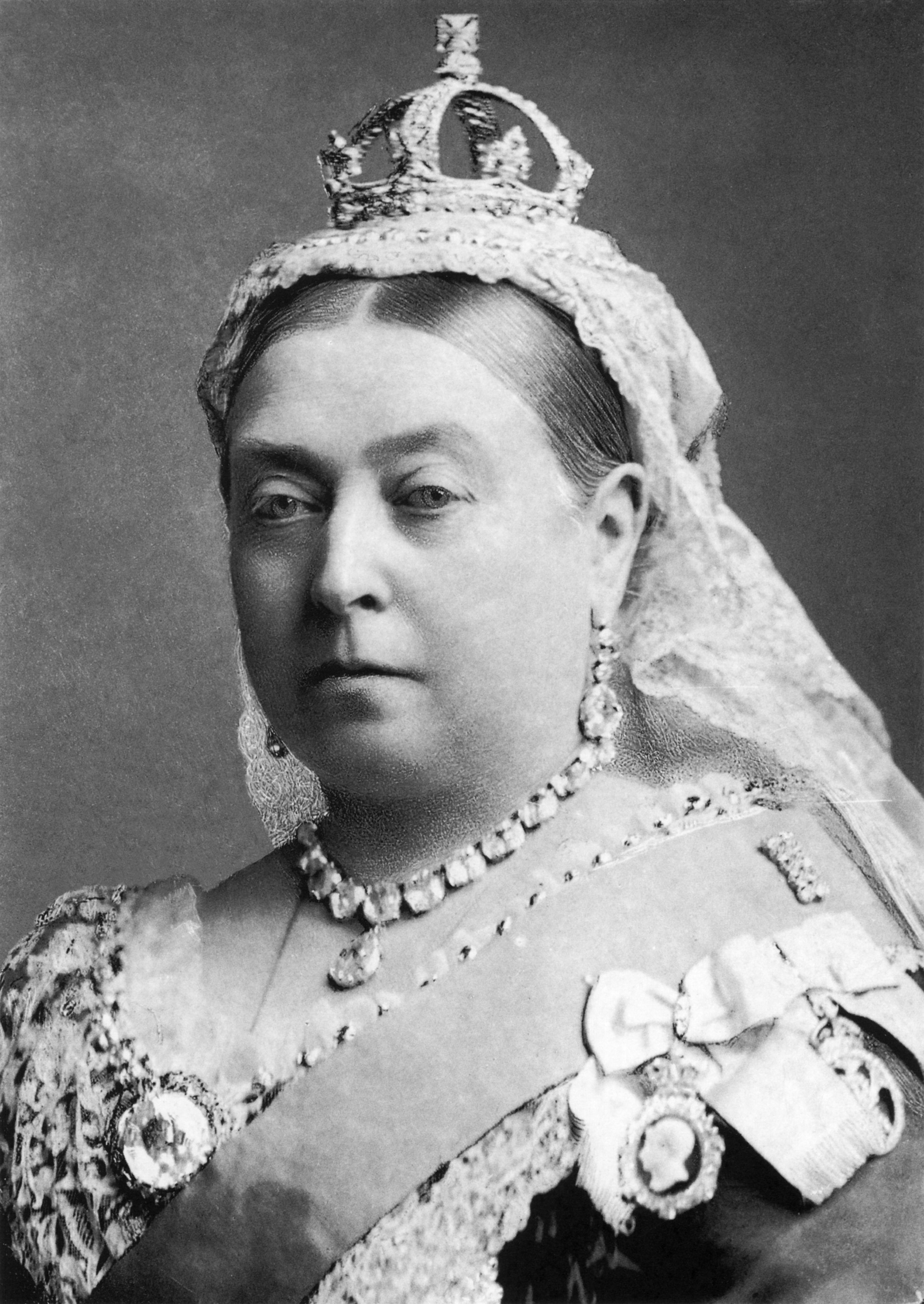
La reine Victoria (1837–1901).

Victoria devient reine en 1837. Son long règne (1837-1901) voit le Royaume-Uni à son apogée en termes de puissance économique et politique.

## Début duXXesiècle

### Première Guerre mondiale
Le Royaume-Uni entre en guerre le 4 août 1914. Au début, les Britanniques n'envoient que quelques divisions sur le continent sous le commandement du général John French, ces soldats participent à la bataille de Mons, à la première bataille de la Marne puis à la course à la mer. Par la suite, de nouvelles divisions arrivent en France et sur d'autres fronts. Durant cette guerre, les Britanniques font la plus meurtrière bataille de leur histoire, la bataille de la Somme, avec environ 420 000 morts et blessés. Finalement les Britanniques remportent la guerre avec l'Entente.

#### Entrée en guerre
Lié à la France par l'Entente cordiale depuis le XIXe siècle, le Royaume-Uni était membre de la Triple Entente, un accord diplomatique l'unissant depuis 1907 à la Russie (elle-même alliée à la France), conclu en réaction aux rodomontades des puissances de l'Axe : Empire allemand, Autriche-Hongrie et Empire ottoman. Les Britanniques déclarent la guerre à l'Empire allemand le 4 août 1914, après avoir reçu « une réponse non satisfaisante » à leur demande de respecter la neutralité de la Belgique.

#### Opposition à la guerre
Opposés à la guerre, John Burns et John Morley, respectivement President of the Board of Trade et lord président du Conseil, démissionnent à l'annonce de l'engagement du Royaume-Uni dans le conflit. Le parti travailliste et les trade unions, d'abord opposés à la guerre, s'y rallient en août 1914. Seule une minorité de travaillistes est pacifiste : ils sont représentés dans le Cabinet de coalition formé en mai 1915, et possèdent même trois ministres, plus tard, dans le gouvernement de Lloyd George (en). Des intellectuels libéraux remettent également en cause les raisons et les origines du conflit et forment en septembre 1914 l'Union of Democratic Control (UDC) pour promouvoir la paix par la coopération internationale. Le mouvement gagne petit à petit du terrain, notamment chez les Fabiens et dans l'Independent Labour Party, une composante du Labour. La majorité des travaillistes se rallie au pacifisme à partir de 1917, alors que la guerre est devenue extrêmement impopulaire. En décembre 1917, ils signent avec les syndicats un « Mémorandum sur les buts de la guerre » demandant l'arrêt du conflit. Parmi les signataires figurent Ramsay MacDonald, Sidney Webb et Arthur Henderson, un démissionnaire du gouvernement.

#### Conflit
En l'espace de quelques semaines, le Front de l'Ouest tourne au massacre : des centaines de milliers d'hommes perdent la vie, sans que les forces de la Triplice ne parviennent à imposer leur guerre de mouvement ; mais désormais, la stabilisation du front exige du Royaume-Uni un renfort continu d'hommes et de munitions.
La Royal Navy domine les mers, et elle inflige une série de défaites aux bâtiments de surface de la marine impériale allemande, d'abord à Heligoland (1914) puis sur le Dogger Bank (1915), et ferme l'accès de la Mer du Nord. Désormais, ses ports entourés de mines, l'Allemagne subit un blocus, provoquant une interruption du ravitaillement de l'Outre-mer et à terme, une véritable disette. La stratégie navale de l’Allemagne se tourne donc exclusivement vers l'emploi des U-Boote pour tenter de faire plier les Britanniques, au risque de frapper des navires neutres : le Haut commandement allemand proclame « zone de guerre » les eaux territoriales britanniques ce qui signifie que tout navire y pénétrant devient une cible légitime. C'est ainsi qu'en mai 1915, les submersibles allemands envoient par le fond le paquebot Lusitania, tuant plus de 100 passagers américains. Les protestations des États-Unis poussent l'Allemagne à renoncer à cette guerre sous-marine.
La Grande-Bretagne s'engage à fond dans le conflit, mais les Catholiques d'Irlande, décidés à rompre avec la Couronne, fomentent une rébellion en 1916 ; elle échoue, mais la dureté de la répression qui s’ensuit marque le début d'une nouvelle hostilité envers les Britanniques.
Dès 1916, la lassitude de la guerre faisant ses effets, les engagements volontaires diminuent : ce changement pousse le gouvernement britannique à imposer la conscription (hormis en Irlande), afin de maintenir ses effectifs sur le Continent. Confrontés à une mobilisation laborieuse de leur appareil industriel, les Britanniques remplacent en décembre 1916 leur premier ministre Asquith par un homme à poigne, David Lloyd George. La nation réussit alors à mobiliser sa main d’œuvre, masculine et féminine, son industrie, ses finances, ses colonies et sa diplomatie pour abattre l’Empire allemand et ses alliés. La Royal Navy affronte la marine impériale allemande (Hochseeflotte) lors de la seule grande bataille navale de la guerre, la Bataille du Jutland en 1916. Les Américains, quoiqu'ils n'aient pas officiellement rejoint la coalition de l’Entente, fournissent désormais les Alliés en argent, nourriture et matériel.
Outre-mer, les Britanniques, les Français, les Australiens et les Japonais s'emparent des colonies allemandes, désormais livrées à elles-mêmes. Le Royaume-Uni croit alors venu le moment d'abattre l’Empire Ottoman, mais il essuie une série de défaites lors de la bataille des Dardanelles puis en Mésopotamie, et tâche de soulever les minorités arabes contre les Turcs.
Pourtant, en 1917, l'échec des offensives en France a porté le moral du pays au plus bas, et seule l'entrée en guerre des Américains (2 avril 1917) donne quelque espoir. Ayant obtenu la capitulation de la Russie, les Allemands essayent au printemps 1918 d'être maîtres à l'Ouest avant que les millions de soldats Américains ne viennent bouleverser l'équilibre à leur détriment ; ils reprennent ainsi l'offensive sur le front et même la guerre sous-marine,, en vain. La formation de convois fortement armés sur l'Atlantique met un terme à la menace des U-Boote.
Débordés au début de l'automne par le débarquement de 10 000 Américains par jour, les Allemands, réalisant que l'équilibre était rompu, acceptent en novembre un armistice, qui est à vrai dire une capitulation.
L’économie britannique connaît une croissance remarquable de 14 % entre 1914 et 1918, malgré l'absence de centaines de milliers d'ouvriers mobilisés ; dans le même temps, l’économie allemande baisse de 27 %. La consommation intérieure a baissé au bénéfice de l'industrie d'armement. La part des investissements publics dans le PIB est passée de 8 % en 1913 à 38 % en 1918 (elle atteindra toutefois jusqu'à 50 % en 1943,). La guerre a forcé la Grande-Bretagne à puiser dans ses réserves financières et à emprunter massivement auprès des banques new-yorkaises. Après l'entrée en guerre des États-Unis en avril 1917, le Trésor de la Couronne empruntera directement à la Réserve fédérale.
Le mode de vie et les idéaux victoriens, qui s'étaient épanouis à l'Époque édouardienne, sont bouleversés par la Première Guerre mondiale. L'armée n'avait jamais auparavant été un gros employeur : ses effectifs culminent à 247 432 hommes au début du conflit ; or en 1918, plus de 5 000 000 d'hommes sont sous les drapeaux et la toute nouvelle Royal Air Force, créée par fusion du Royal Naval Air Service (RNAS) et du Royal Flying Corps (RFC), rassemble à elle seule pratiquement le même effectif que l'armée du début de 1914. Les 900 000 morts et plus de 1 600 000 blessés, la génération perdue du poète écrivain T.S. Eliot, affectent la nation britannique ; malgré cela, plusieurs auteurs jugent que leur sacrifice a été sous-estimé, comme en témoigne par exemple le poème Blighters de Siegfried Sassoon, qui reproche l'esprit va-t-en-guerre de la population de l'arrière-front.
La flotte commerciale et militaire est en grande partie détruite. Le Royaume-Uni a du mal à assurer le commerce avec ses colonies, et l'activité économique ralentit. Pour reconstruire sa flotte le Royaume-Uni fait appel au crédit américain. Les États-Unis prennent la place de première puissance maritime.

### Question irlandaise

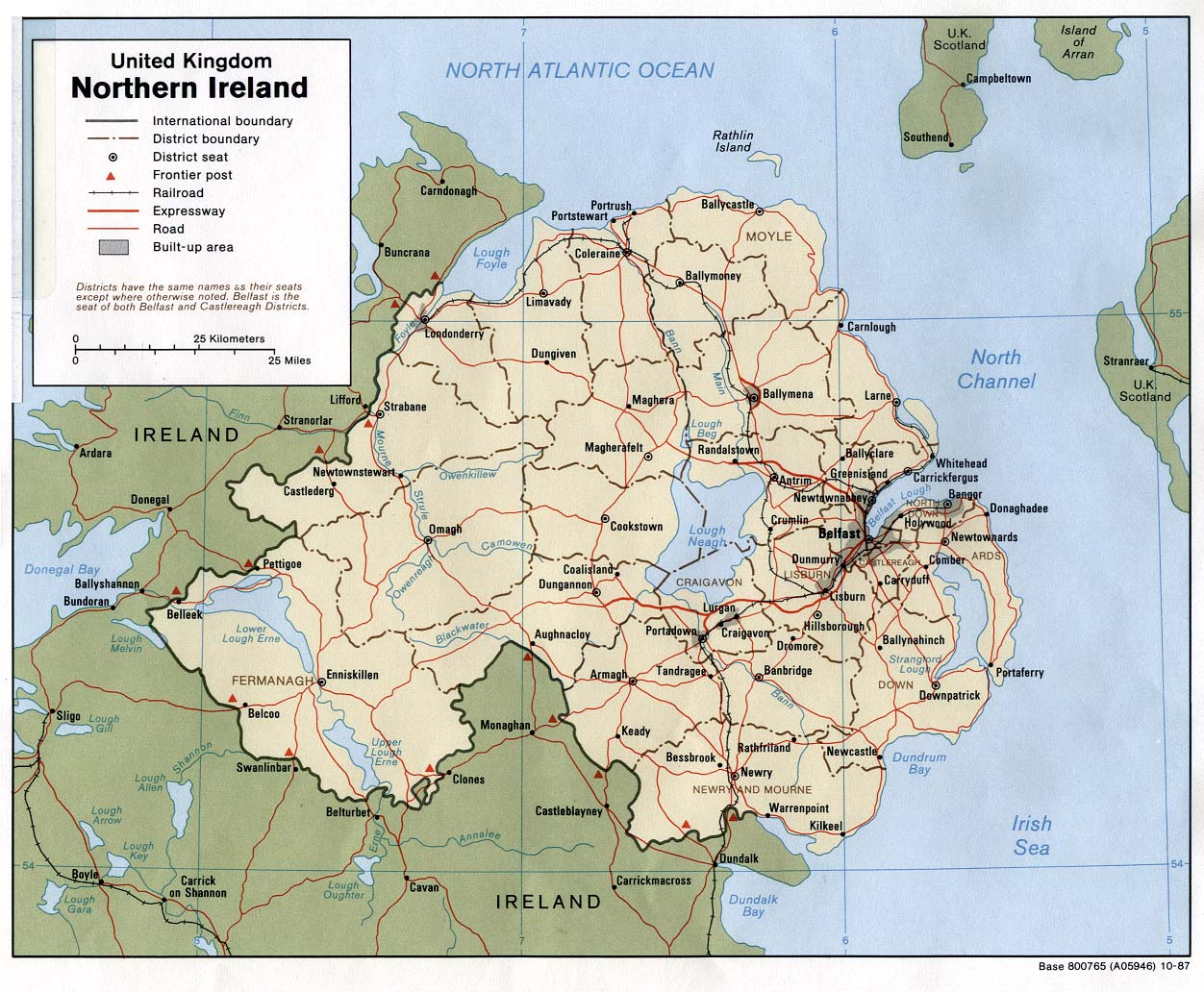
Carte de l'Irlande du Nord.

L'Irlande du Nord est créée par le Government of Ireland Act (« Acte du Gouvernement d'Irlande ») négocié en 1920 et ratifié par les parlements britanniques et irlandais en 1921. Face aux demandes divergentes des nationalistes irlandais et des unionistes (les nationalistes votent pour un parlement unique qui pratique la Home Rule (dévolution du pouvoir) sur l'île entière, les unionistes s'opposent à toute forme de la Home Rule) et à la crainte d'une guerre civile entre les deux groupes, le gouvernement britannique de David Lloyd George passe l'Acte créant ainsi deux Irlande sous Home Rule, l'Irlande du Nord et l'Irlande du Sud. L'Irlande du Sud ne parviendra jamais à s'établir en tant qu'État et est remplacé par l'État libre d'Irlande en 1921. Aujourd'hui, l’État est connu sous le nom de république d'Irlande.
Alors que certains comme Sir Edward Carson y étaient farouchement opposés, l’Irlande du Nord reçoit, sans l'avoir demandée, l’indépendance en 1920. Le gouvernement de l'Irlande du Nord pratique sous James Craig et ses successeurs une politique de discrimination envers la minorité catholique et nationaliste. L'Irlande du Nord devient, selon les mots du lauréat du prix Nobel, chef du parti unioniste et Premier ministre d'Irlande du Nord David Trimble « a cold place for Catholics ». Des localités sont arbitrairement découpées en circonscriptions électorales pour assurer un contrôle protestant des conseils locaux aux élections gouvernementales locales. Des arrangements donnent aux entreprises commerciales le droit de vote et règlementent le salaire minimal vont dans ce sens.
Dans les années 1960, le Premier ministre unioniste modéré Terence O'Neill (plus tard Lord O'Neill du Maine) tente de réformer le système mais se heurte à une opposition générale des chefs protestants comme Ian Paisley. Les pressions de la part des nationalistes et des unionistes extrêmes augmentent et conduisent à des mouvements qui luttent pour les droits civiques avec à leur tête des personnages comme John Hume, Austin Currie. Des désaccords entre les manifestants et le Royal Ulster Constabulary conduisent à des différends au niveau communal. L'armée britannique est envoyée en Irlande du Nord en 1969 par le secrétaire d'État britannique James Callaghan pour protéger les nationalistes. Cependant, le meurtre de treize personnes civiles sans armes en 1972 à Londonderry par des troupes paramilitaires britanniques (« Bloody Sunday ») enflamme la situation et les nationalistes du Nord se tournent contre l'armée britannique. L'apparence de l'« Armée républicaine irlandaise provisoire » (IRA) qui se sépare de l'IRA officielle de plus en plus marxiste, et une campagne de violence orchestrée par des groupes terroristes locaux comme l'Ulster Defence Association et d'autres, poussent l'Irlande du Nord au bord d'une guerre civile. Au cours des années 1970 et 1980, des extrémistes des deux côtés commettent des meurtres en masse, les victimes sont souvent des personnes civiles innocentes. Les bombardements de Le Mon, d'Enniskillen et d'Omagh en sont des manifestations.
Certains hommes politiques britanniques comme le ministre Tony Benn du parti travailliste sont pour un retrait britannique de l'Irlande, mais les gouvernements irlandais successifs sont opposés à cette politique. Ils prévoient les résultats d'un retrait britannique, le « Doomsday Scenario » : des différends locaux à l'échelle nationale suivis par un exode en masse de milliers d'hommes, de femmes et d'enfants qui se réfugient de « leur côté » de la province, des nationalistes se sauvant à l'Ouest de l'Irlande du Nord, des unionistes à l'Est. La peur la plus grave est celle d'une guerre civile qui ne concernera pas uniquement l'Irlande du Nord mais également la république d'Irlande ainsi que l'Écosse, les deux ayant des liens étroits avec l'une ou l'autre communauté. Plus tard, l'impact possible d'un retrait britannique est appelé la « balkanisation » de l'Irlande du Nord à l'image de l'éclatement de la Yougoslavie.
Au début des années 1970, le Parlement de l'Irlande du Nord est reporté après le refus du gouvernement unioniste de Brian Faulkner de transmettre le pouvoir au gouvernement britannique qui instaure le Direct Rule (gouvernement direct) de Londres à partir du 24 mars 1972. Les nouveaux systèmes de gouvernement essayés s'avèrent tous des échecs : l'accord de Sunningdale (Sunningdale Agreement), une dévolution progressive (Rolling devolution) et l'Accord anglo-irlandais (Anglo-Irish Agreement). Dans les années 1990, l'IRA n’obtient pas le soutien public, ni le retrait britannique, cela en particulier après le désastre d'Enniskillen suivi d'un changement de pouvoir avec le départ de Ruairí Ó Brádaigh et l'arrivée de Gerry Adams ; elle délaisse le conflit armé pour une politique d'accords. Ces changements sont suivis par de nouveaux chefs à Dublin (Albert Reynolds), à Londres (John Major) et à la tête des unionistes (David Trimble). Des pourparlers initiés par Adams et Hume, chef du parti social-démocrate et travailliste, débouchent sur des discussions entre partis qui aboutissent à l'accord du Vendredi saint (Good Friday Agreement) en 1998, approuvé par la majorité des communautés en Irlande du Nord ainsi que par la république d'Irlande ; la constitution Bunreacht na hÉireann est modifiée pour remplacer une revendication sur le territoire de l'Irlande du Nord en reconnaissant l'existence de l'Irlande du Nord, mais en reconnaissant également le désir des nationalistes d'une Irlande unifiée.
À la suite de l'accord du Vendredi saint, officiellement « accord de Belfast », une nouvelle assemblée nord-irlandaise est élu pour former un parlement nord-irlandais. Tout parti ayant atteint un quota de suffrages peut nommer un membre du parti au gouvernement et prétendre à un ministère. L'unioniste David Trimble de l'Ulster devient Premier ministre de l'Irlande du Nord. Le député et leader du SDLP, Seamus Mallon, devient député Premier ministre de l'Irlande du Nord ; il sera plus tard remplacé par Mark Durkan, nouveau leader du parti. Le parti unioniste d'Ulster, le SDLP, le parti unioniste démocrate et le Sinn Féin ont tous des ministres de droit dans l'assemblée. L'assemblée ainsi que son exécutif sont pour l'instant tous les deux suspendus à cause de menaces des unionistes dues au retard de l'IRA dans son processus de désarmement et également à cause de la découverte d'un cercle d'espionnage lié à l'IRA qui opère au cœur du service civil (ceci s'est révélé faux, Denis Donaldson qui avait les documents accusant l'IRA travaillait pour l'intelligence britannique). Le gouvernement est à nouveau entre les mains du secrétaire d'État pour l'Irlande du Nord, Peter Hain qui a à ses côtés une équipe ministérielle britannique.

### L'entre-deux guerres
Au début des années 1920, la principale préoccupation britannique était la nouvelle position dominante de la France sur le continent européen. Par esprit de revanchisme, la France considérait l'application à la lettre du traité de Versailles comme une nécessité vis-à-vis de l'Allemagne. En 1923, la France alla jusqu'à occuper militairement la Ruhr, et se porter en protecteur des nations de la Petite Entente. À partir de 1922 les États-Unis, la Grande-Bretagne et le Japon se lancent dans d’énormes programmes de construction navale. Ces trois nations, s'avisant qu'une course aux armements pourrait avoir des conséquences funestes, négocient une limitation des armes à la conférence navale de Washington : ces pourparlers débouchent sur le traité naval de Washington, signé en février 1922 dans lequel la France et l'Italie furent également associés, suivi en 1930 du premier traité naval de Londres. Arrivé au pouvoir en lors des élections générales de 1923, le premier ministre Ramsay MacDonald négocia le plan Dawes permettant un aménagement des réparations de guerres imposées à l'Allemagne. En 1926, les accords de Locarno décrispèrent les relations franco-britanniques.
Le 15 novembre de la même année, la déclaration Balfour reconnaît la souveraineté totale des dominions de l'Empire britannique. Au mois de mai, une importante grève générale affaiblit la position des syndicats britanniques. Faisant écho à au krach de 1929, le Royaume-Uni se voit contraint de dévaluer la livre sterling en 1931, entraînant une explosion du taux du chômage dans les grands pays européens libéraux.
La ligne politique des années 1930 fut la volonté d'apaisement (en anglais : Appeasement) face à l'Allemagne et l'Italie. Profitant d'une tendance pro-nazi au sein de l'aristocratie britannique et d'une opinion britannique pacifiste, Hitler appliqua une politique de sur-enchère afin de réarmer l'Allemagne. Dans la première moitié des années 1930, les marqueurs les plus flagrants de cette tendance de sympathie vis-à-vis du chancelier allemand sont la formation du Cliveden set, la fondation de la British Union of Fascists de Sir Oswald Mosley en 1932, les sorties médiatiques des sœurs Mitford et enfin les relations intimes que développait le roi Édouard VIII avec les dignitaires pourrait être une des causes de son abdication.
En 1935, Winston Churchill s'oppose avec David Lloyd George au traité naval germano-britannique de juin 1935, qui permit à l'Allemagne d’acquérir une supériorité sous-marine. En 1938, faisant suite à la politique agressive allemande en Tchécoslovaquie, le premier ministre Neville Chamberlain et son homologie français Édouard Daladier « capitulent » lors des accords de Munich.

### La Seconde Guerre mondiale

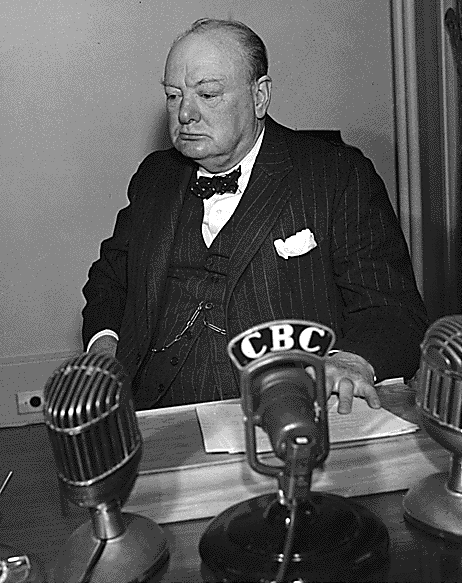
Winston Churchill au Québec en 1944.

Winston Churchill, qui hésite entre les libéraux et les conservateurs depuis qu'il est élu député en 1900, a déjà une longue expérience en politique lorsqu'il arrive au pouvoir, d'abord comme Premier Lord de l'Amirauté en septembre 1939 puis comme Premier ministre en mai 1940. Il a beaucoup d'opposants ; les syndicats, auxquels il est hostile, les grèvistes, les soldats de Gallipoli, bataille dont il a conçu la désastreuse expédition ayant causé la perte de 252 000 soldats britanniques, et les conservateurs, qui imputent l'échec électoral des années 1920 à sa politique économique. Sa défense de la présence britannique en Inde et ses sympathies pour Benito Mussolini et Francisco Franco l'empêchent de considérer le fascisme comme un ennemi, malgré son opposition à l'Allemagne nazie.
Il devient encore plus contesté à l'issue de la Famine du Bengale de 1943. Celle-ci est souvent imputée à la gestion économique problématique du Royaume-Uni, qui basait en partie son économie de guerre sur l'Inflation. Cela avais pour conséquence, en plus de cela, de faire augmenter de manière exponentielle les prix pour tous, alors que les augmentations de salaires n'étaient généralement que les employés du Secteur Militaire et Naval (Docks).
Cela ravive donc de manière importante le Sentiment National Indien. Le Congrès national indien en profite, et, après avoir déjà appeler à ne pas combattre, demande le départ immédiat des Britanniques. La situation est cependant en partie stabilisée par l'adhésion partielle de la Ligue Musulmane à l'idée de faire la guerre, mais aussi par la présence des Japonais en Birmanie, qui avaient déjà prévus un état fantoche pour gouverner l'Inde, soit le Gouvernement provisoire de l'Inde libre.

## L'après-guerre

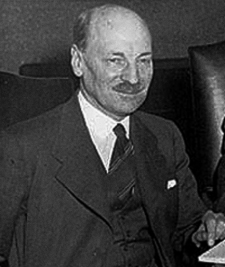
Clement Attlee, Premier ministre britannique de 1945 à 1951 ; prise entre le 12 et le 15 novembre 1945.

### L'expérience travailliste (1945-1951)
À l'issue de la Seconde Guerre mondiale, le Labour est devenu l'une des deux principales forces politiques du pays, annonçant le principal clivage qui perdurera tout au long du XXe siècle. Clement Attlee, dirigeant du Labour depuis 1935 et Vice-Premier ministre travailliste du gouvernement de coalition mené par Winston Churchill entre 1940 et 1945, est porté au pouvoir par le raz-de-marée électoral de 1945,, avec pour la première fois une majorité suffisante pour former un gouvernement. Au programme : la nationalisation des services, des transports et la création d'un État-Providence moderne pour la protection sociale, la santé, l'assurance maladie, les retraites, [...].
Aneurin Bevan, premier secrétaire pour la Santé, crée le Service national de santé britannique (National Health Service) contre l'avis général du corps médical. Les travaillistes l'emportent aux élections de 1950 mais avec une majorité faible, ce qui provoque de nouvelles élections en 1951. Les travaillistes perdent ces élections à cause du système électoral (plus de voix qu'en 1945, et plus de voix que les conservateurs, mais moins de sièges).

#### Politique sociale
Les réformes sociales travaillistes sont consensuelles dans la classe politique jusqu'au thatchérisme, les libéraux et conservateurs disposant en effet des mêmes projets dans leurs programmes électoraux.
Volet le plus attendu du programme travailliste, la mise en place de l’État providence intervient pour l'essentiel entre 1946 et 1948. En 1946 tout d'abord, le National Insurance Act permet aux résidents au Royaume-Uni d'être assuré, et ceci obligatoirement, en matière de chômage, maladie, retraite (dont l'âge est fixé à 60 ans pour les femmes et 65 ans pour les hommes,), maternité et décès, ainsi que veuvage. La même année, le National Health Service est créé par le ministère de Bevan, assurant à chaque Britannique des soins gratuits, et ce quelles que soient ses ressources
De 1945 à 1951, près de 1,2 million de logements sociaux sont construits, c'est-à-dire bien moins qu'avant la guerre, alors que les besoins sont bien plus importants du fait des bombardements. Des préfabriqués sont installés, mais la demande est trop importante (de l'ordre de 3 millions en 1945) ; les sans-logis manifestent et occupent de nombreux logement vacants dans les grandes villes.
Les travaillistes, en taxant plus fortement le capital et en améliorant la progressivité de l'impôt, parviennent à diminuer quelque peu la part de la richesse nationale des plus fortunés : en 1950, les 1 % les plus riches en possèdent 42 %, contre 56 % en 1936.

#### Nationalisations
Deux phases de nationalisations surviennent, l'une consensuelle entre 1946 et 1947, l'autre conflictuelle entre 1948 et 1951. Lors de la première, le capital de la Banque d'Angleterre passe entièrement sous contrôle de l’État. Celle-ci peut désormais émettre de la monnaie, contrôler le change, gérer la masse monétaire et le crédit, fixer le taux d'escompte, réguler la zone sterling et même conseiller le Cabinet en matière économique et financière. Le 1er août 1946, une loi à effet immédiat est votée et nationalise l'aviation civile, la British European Airways et la British South American Airways, qui s'ajoutent à la British Overseas Airways Corporation, déjà publique depuis 1939. À partir du 1er janvier 1947, les mines et les charbonnages sont nationalisés et placés sous la houlette du National Coal Board.

#### Irlande du Nord
En 1949, le gouvernement Attlee fait une loi interdisant à l'Irlande du Nord de quitter le Royaume-Uni sans le consentement du Parlement de la province.

### La décolonisation et le déclin de l'Empire britannique

#### Prémices et première vague d'indépendances
Les prémices de la décolonisation se faisaient déjà sentir avant le début de la Seconde Guerre mondiale. Pendant le conflit, les Japonais s'étaient emparés de la Malaisie, de Singapour, de la Birmanie, de Hong Kong, ce qui avait affaibli le pouvoir britannique. Sur fond de tensions entre hindouistes et musulmans, l'Inde se révolte et, en août 1946, des révoltes au nord du pays font plusieurs centaines de milliers de morts. L'indépendance intervient le 15 août 1947, mais le Royaume-Uni laisse un pays divisé en trois territoires : l'Inde à majorité hindouiste, et le Pakistan musulman, lui-même fragmenté entre une moitié occidentale et une moitié orientale (qui deviendra le Bangladesh), distants de 1 700 km. Cette partition entraîne le transfert de 14 millions de personnes et provoque des massacres sanglants faisant, selon les historiens, de quelques centaines à un million,, voire deux millions de morts. Malgré tout, le Royaume-Uni estime avoir réussi son retrait. Elle conserve des liens étroits avec l'Inde et corrects avec le Pakistan, qui acceptent tous deux d'intégrer le Commonwealth. La première vague de décolonisation asiatique prend fin en 1948 avec la proclamation d'indépendance de Ceylan et de la Birmanie[source insuffisante]. Le pays souhaitant garder la main sur l'étain et l'hévéa, l'indépendance de la Malaisie ne survient qu'au début des années 1960.
Le 26 octobre 1951, Winston Churchill est de retour au pouvoir en tant que Premier ministre. Il s'attache à entretenir la « relation spéciale » avec les États-Unis, s'alignant sur les positions américaines dans le cadre de la guerre froide ou de la problématique coréenne. Il doit affronter les soubresauts des crises internationales, souvent liées au réveil des nationalismes dans les ex-colonies, et le déclin du prestige et de la puissance de l'Empire britannique. Par exemple, la crise anglo-iranienne au sujet du pétrole : le Parlement iranien vote en mars 1951 la nationalisation de l'Anglo-Iranian Oil Company, fortement soutenue par le Premier Ministre de l'Etat Impérial d'Iran, Mohammad Mossadegh. La Cour internationale de justice propose un partage des profits, que Churchill rejette. Les Britanniques envisagent un coup d'État qui finalement se forme au sein même de l'armée et de factions pro-britanniques au Majlis (Parlement).
Anthony Eden, arrivé au pouvoir le 7 avril 1955, se concentre sur l'Alliance avec les États-Unis d'Eisenhower même s'il ne parvient pas à s'entendre avec le secrétaire d'État John Foster Dulles.

#### La crise du canal de Suez
En juillet 1956, le président égyptien Gamal Abdel Nasser annonce la nationalisation de la compagnie franco-britannique exploitant le canal de Suez. Après des mois d'intenses négociations et de tentatives de médiation[réf. nécessaire], le Royaume-Uni, la France et Israël[réf. nécessaire] réagissent en attaquant et occupent la zone du canal. L'URSS et surtout les États-Unis, tous deux partisans de la décolonisation[réf. nécessaire], s'y opposent chacun de leur côté ; l'opinion internationale est majoritairement défavorable à l'intervention. Face à ce tollé diplomatique, la France et la Grande-Bretagne cèdent et retirent leurs troupes. Il apparaît ainsi que ces deux pays ne sont désormais plus les grandes puissances d'avant-guerre.
Très critiqué jusque dans son camp, Eden est contraint de démissionner en janvier 1957.

#### Seconde vague d'indépendances
À partir de la fin des années 1950, une seconde vague d'indépendances survient, cette fois sur le continent africain : la Gold Coast (actuel Ghana) en 1957,, le Nigeria en 1960,, puis dans le reste de l'Afrique. En Méditerranée et aux Caraïbes, Chypre suit en 1960, la Jamaïque en 1962, Malte en 1964, Trinidad et Tobago, la Barbade en 1966, l'Ile Maurice en 1968 et enfin les Bahamas en 1973.
Elle vois aussi la rupture de plusieurs territoires sous forte influence Britannique, notamment la Jordanie, dont l'armée était, de fait, gouvernée par un Général Britannique. L'indépendance des Colonies Britanniques fut plus "douce" que celle des "territoires" de l'Union Française et plus étalée sur le temps. En effet, dés 1960, l'Union Française pers l'ensemble de ses colonies, déjà bien entamées depuis la perte des derniers Comptoirs d'Inde et de l'Indochine en 1954.

### Une difficile adhésion à la Communauté économique européenne
Harold Macmillan (janvier 1957-1963), spécialiste des affaires économiques et financières, vise le plein emploi contre l'avis de ses collaborateurs, qui doivent finalement démissionner. Il crée la Commission nationale de contrôle des revenus dans le cadre de sa politique subtile de croissance « sans inflation ». Il supervise de près la politique étrangère du pays, recherche un rapprochement avec l'Europe et explore les pistes d'une entrée dans la CEE. Il confirme sa politique de décolonisation en accordant l'indépendance au Ghana et à la Malaisie (1957), au Nigeria (1960), au Kenya (1963), mais dans son discours « Wind of Change » de 1960, il maintient la présence britannique au Moyen-Orient (Irak, Oman). Il mène les Conservateurs à la victoire en octobre 1959. La technologie nucléaire (militaire) n'étant pas encore au point, il se rapproche des États-Unis pour l'améliorer (loi Mac Mahon, 1957). Il signe le traité d'interdiction partielle d'essais nucléaires en 1962. En 1961, il annonce la candidature du pays à la Communauté économique européenne, mais De Gaulle s'y oppose. En effet, celui-ci est en désaccord avec la politique britannique qu'il estime soumise à celle des États-Unis, d'une part ; et que d'autre part cette candidature intervient à la suite de la tentative ratée du Royaume-Uni de créer une Alliance concurrente de la CEE. Il gèle les salaires en 1961 en raison d'un déficit dans la balance des paiements, ce qui provoque une baisse de popularité croissante et, malgré un changement de cabinet en 1962, doit démissionner en 1963.
Une seconde candidature à la Communauté économique européenne est déposée en 1967, mais elle se heurte de nouveau au refus de de Gaulle. En 1971, le Premier ministre Edward Heath réussit à convaincre Georges Pompidou et le 1er janvier 1973, le pays intègre finalement la CEE.
Harold Wilson, arrivé au gouvernement en 1974, forme un gouvernement minoritaire en attendant les élections d'octobre, où il n'obtiendra qu'une mince majorité. Les travaillistes veulent renégocier les termes de l'accord d'entrée dans la CEE. Les Communes votent pour rester dans la CEE en en renégociant les termes[réf. nécessaire], mais en 1975 un référendum (une première dans les institutions[réf. nécessaire]) confirme l'ancrage de la Grande-Bretagne dans la CEE. La crise économique perdure et Wilson démissionne en mars 1976.

### La question de l'Irlande du Nord
Harold Wilson (1964-1970), chef du Parti travailliste, remporte les élections mais avec une faible majorité de cinq sièges. Ce n'est pas suffisant pour gouverner. Aussi, d'autres élections sont décidées en mars 1966. La majorité est alors plus nette (quatre-vingt-dix-neuf sièges). Il dévalue la livre sterling en novembre 1967. Plusieurs anciennes colonies connaissent des crises (Rhodésie, futur Zimbabwe, et Afrique du Sud). Le gouvernement soutient les États-Unis dans sa guerre du Viêt Nam mais refuse d'y envoyer des troupes. Le pays considère que les problèmes socio-économiques nationaux sont traités de façon inadéquate. Les marins font grève durant six semaines sitôt Wilson réélu en 1966, ce qui accroît ce sentiment.
Edward Heath (1970-1974) doit affronter la question de l'Irlande du Nord. Les premiers attentats éclatent, les morts tombent dans les « camps » catholiques et protestants. (Bloody Sunday, 1972 : quatorze hommes sont tués lors d'une manifestation catholique non autorisée à Londonderry). Il se défendra en 2003, d'avoir autorisé l'usage illégal des armes par la troupe. Les unionistes (en faveur du maintien de la Grande-Bretagne en Irlande du Nord) cessent de soutenir les conservateurs au Parlement, ce qui va amener Heath à démissionner plus tard. En 1973 cependant, il réussit à faire entrer le pays dans la Communauté économique européenne. Mais il doit faire face à l'opposition grandissante des syndicats (Trade Unions Congress : TUC). L'inflation est galopante, une grave crise énergétique doublée du choc pétrolier à la suite de la guerre du Kippour (1973) oblige le pays à ne travailler que trois jours par semaine. Aux élections de février 1974, les parlementaires unionistes d'Irlande du Nord refusent de soutenir le gouvernement. Les négociations échouent aussi avec les libéraux pour former un gouvernement et Heath démissionne.

### Les grèves de l'hiver 1978
James Callaghan, Premier ministre à partir d'avril 1976, avait occupé les postes successifs de chancelier de l'Échiquier (ministre des Finances), secrétaire au Home Office (ministère de l'Intérieur), puis au Foreign Office (ministère des Affaires étrangères) sous Wilson. Il a du mal à asseoir son autorité : il est principalement choisi par les travaillistes comme une alternative à la droite et au centre et pour contrer Michael Foot, que l'on trouve trop à gauche, et sa majorité est faible aux Communes. Son gouvernement est minoritaire et il doit s'allier aux libéraux pour former un gouvernement stable (le pacte « Lib-Lab »). Majoritaire dans les sondages, il a la possibilité de provoquer des élections anticipées en 1978. Il ne le fait pas et le regrettera l'année d'après. Callaghan souhaite limiter les hausses de salaires à moins de 5 % ; il parvient dans un premier temps à convaincre les dirigeants du Trades Union Congress. Mais l'inflation est importante (16 % en 1977, 8 % en 1978) et il y a de nombreuses grèves pour l'augmentation des salaires. En 1978, Callaghan impose le plafonnement des 5 %, les dirigeants du TUC le lâche, et l'« hiver du mécontentement » (winter of discontent) les grèves de meilleurs salaires continuent chez les ouvriers de Ford, chez les boulangers et les pompiers, puis au début de l'année 1979 chez les camionneurs, les éboueurs et les travailleurs du secteur public et de la santé. La TUC et le gouvernement passent un accord pour tenter de limiter l'inflation à 5 % à trois ans mais cette année-là, celle-ci augmente de 13 %. Il se résigne à augmenter les salaires[réf. nécessaire]. Son impopularité est grandissante. La chambre des Communes vote une motion de censure en mars 1979. Les élections générales de 1979 lui sont fatales, elles sont remportés par les conservateurs menés par Margaret Thatcher avec 44 % des voix dont une forte majorité aux Communes.

## De Thatcher à Truss

### Margaret Thatcher et laNew Right
À la tête du parti conservateur depuis 1975, arrivée au pouvoir en 1979, Margaret Thatcher est la première femme Premier ministre du Royaume-Uni. Elle est réélue aux deux élections suivantes, en 1983 et en 1987. L'arrivée de Margaret Thatcher au pouvoir marque un tournant politique à bien des égards : le libéralisme et l'anticommunisme exacerbés, la rupture avec le keynésianisme, la lutte contre les syndicats sont autant de transformations marquantes, dans les années 1980, du paysage politique britannique. Aux trois mandats de Thatcher succède celui de John Major en 1990, marqué notamment par la guerre du Golfe.

#### Premier mandat (1979-1983) et guerre des Malouines

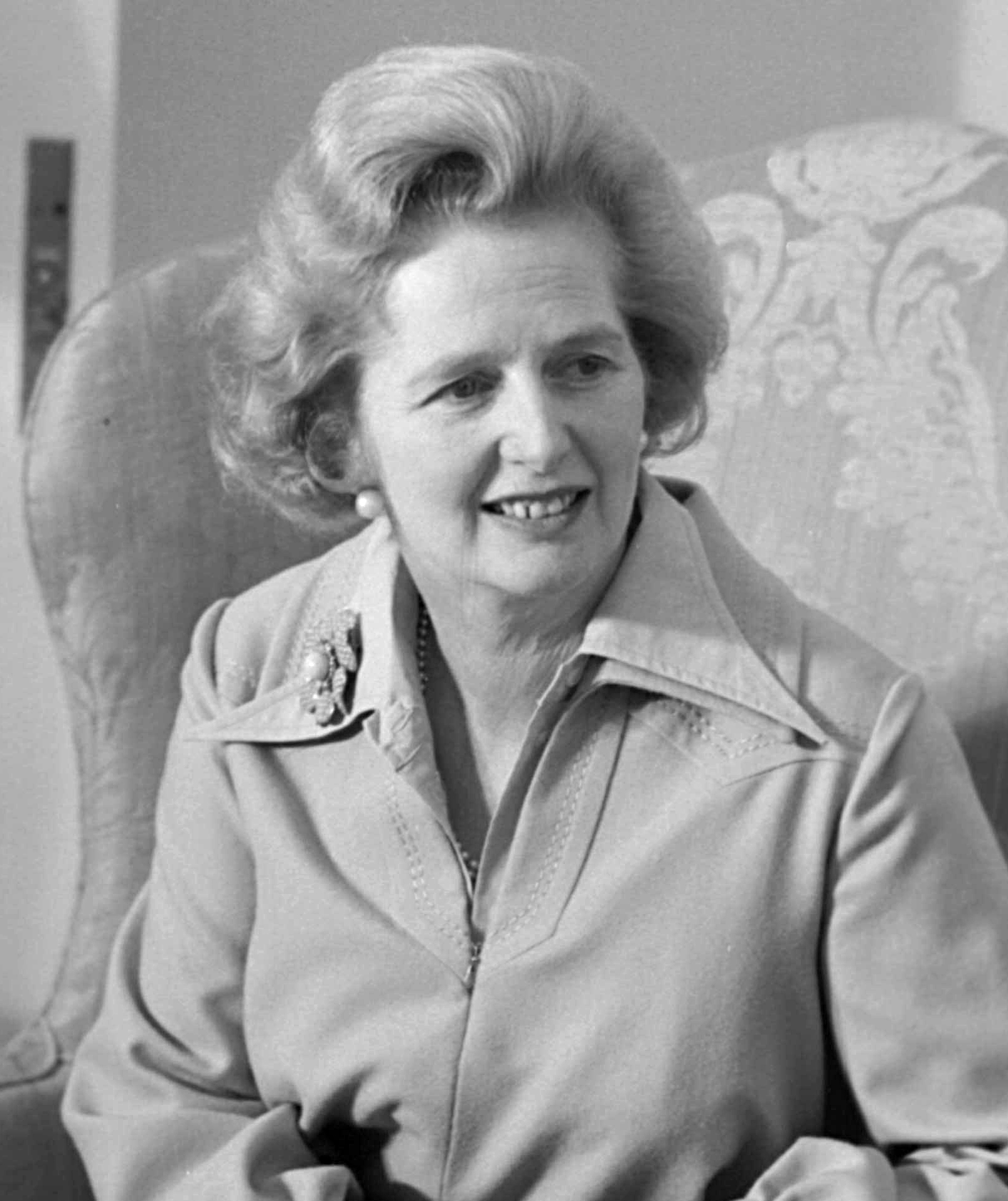
Margaret Thatcher.

Margaret Thatcher réduit fortement l'intervention de l'État dans l'économie. Elle entend mettre un terme aux politiques socialistes menées depuis trente ans, selon son mentor Keith Joseph[réf. nécessaire]. Sur de nombreux thèmes (à l'exception notable des déficits publics) elle est au diapason avec les idées de Ronald Reagan (les Reaganomics), élu un an après elle. Ses grands inspirateurs économiques sont Friedrich von Hayek et Milton Friedman. Elle élève les taux d'intérêt pour diminuer la masse monétaire, préfère l'impôt indirect à l'impôt sur le revenu, élève la TVA de 8 à 15 % (un record à cette époque). Le nombre de chômeurs, à 2,8 millions à la fin de l'année 1981, atteint les 3,3 millions à l'hiver 1982-1983, pour la première fois depuis la crise des années 1930. Entre 1979 et 1981, le pays perd 15 % de la capacité industrielle et entre 1979 et 1983, ce sont 2 millions d'emplois qui sont supprimés, pour la majorité industriels, masculins, à plein-temps, souvent situés dans le Nord, au pays de Galles ou en Écosse. On note une baisse de 30 % de la main-d'œuvre industrielle et la fermeture de 55 000 entreprises de 1979 à 1984. Les industries soutenues par des subventions disparaissent, entraînant une hausse massive du chômage. Par la suite, les emplois tertiaires en plein essor compensent la chute des emplois industriels. Les opposants de Thatcher dénoncent la précarité des nouveaux emplois et la dérèglementation de l'emploi. La lutte menée par Thatcher contre l’inflation est une réussite, grâce au freinage des dépenses publiques. Margaret Thatcher baisse aussi les impôts durant son mandat.
Le 2 avril 1982, éclate la guerre des Malouines (la guerre des îles Falklands pour les Britanniques). L'Argentine revendique ces îles depuis longtemps et les envahit, pensant que le Royaume-Uni sur le déclin cédera[réf. nécessaire]. Le gouvernement britannique envoie un corps expéditionnaire de 10 000 soldats et 44 navires de guerre. Le 14 juin, l'armée argentine est défaite et les Malouines sont de nouveau sous contrôle britannique. Le conflit fait plus de 1 000 morts, dont plus des trois quarts du côté argentin. La cote de popularité de Margaret Thatcher, la plus basse atteinte par un Premier ministre[réf. souhaitée], remonte alors fortement. Pendant ce temps, le Parti travailliste se radicalise, s'éloignant aussi de sa base[réf. souhaitée]. Thatcher relie les réformes économiques et la victoire aux Malouines, Britain is great again! s'exclame-t-elle, et fait de cette victoire son principal atout pour briguer un second mandat.

#### Second mandat (1983-1987)

##### Grève des mineurs et affaiblissement des syndicats
Margaret Thatcher est résolue à réduire la puissance des syndicats. En 1984-1985, la longue grève des mineurs dure onze mois et est ponctuée de violents affrontements avec la police. La grève, déclarée illégalement par le syndicat des mineurs dirigé par le leader Arthur Scargill, échoue : les mineurs grévistes reprennent le travail sans avoir rien obtenu[réf. nécessaire]. Les syndicats réalisent alors qu'ils ne peuvent pas faire plier un gouvernement élu légalement. Elle reste intraitable face à la grève des mineurs de 1984-1985. À la suite de l’échec d’une des grèves les plus importantes de l’après-guerre, le Premier ministre réduit considérablement le pouvoir des syndicats, pour la plupart très puissant à l’époque, cela marque la fin d’une époque pour le syndicalisme anglais.

##### Attentats de l'IRA
Margaret Thatcher, souvent qualifié d’intransigeante, ne cède pas face à la grève de la faim de certains prisonniers de l’IRA en 1981, pour obtenir de Londres le statut de prisonnier politique. Dix d'entre eux meurent — dont un élu au Parlement pendant la crise — avant que les prisonniers n'abandonnent. Durant le congrès du Parti conservateur à Brighton, un attentat de l'IRA la prend pour cible le 12 octobre 1984, mais elle y échappe de justesse,. L'attentat fait cependant quatre morts parmi les participants.

##### Privatisation
Le thatchérisme interdit à l’État toute conduite directe des affaires économique. Ce désengagement se traduit par la plus grande vague de privatisation qu’est jamais connue le pays. Le secteur privé prend donc le rôle majeur dans l’économie du pays. La privatisation des entreprises publiques s'accompagne d'une réduction de leur volume d'activité. On observe aussi une volonté de rendre aux citoyens le sens de leurs responsabilités avec des mesures de déréglementation.

##### Politique extérieure
En 1984 Margaret Thatcher obtient de la CEE le rabais britannique (avec la célèbre phrase apocryphe « I want my money back »,), très populaire au Royaume-Uni, Mme Thatcher s'opposant ainsi à l'idée que le Royaume-Uni soit un contributeur net de la CEE. Elle dénonce derrière le discours communautaire, la recherche hypocrite par chaque État de son intérêt particulier.
Elle est d'accord avec Ronald Reagan pour sa politique de défense contre l'Union soviétique (Guerres des étoiles), au grand dam de l'Union européenne qui recherche la détente et de bonnes relations. Mais Mikhaïl Gorbatchev arrivant au pouvoir en 1985, elle révise sa position hostile. Elle appuie le raid aérien contre la Jamahiriya arabe libyenne au départ de bases en Grande-Bretagne alors que les autres membres de l'Otan s'y opposent.
Michael Heseltine, son ministre de la Défense, démissionne lorsqu'elle défend le projet américain d'hélicoptères Sikorsky contre le projet européen Agusta Westland. Par la suite, il s'oppose ouvertement à elle.

#### Dernier mandat et démission (1987-1990)
L'économie est prospère et assainie, ce qui consolide sa popularité et sécurise son troisième mandat. C'est la première fois qu'un Premier ministre obtient un troisième mandat depuis Edward Geoffrey Smith Stanley en 1868. Elle est populaire dans la plupart des quotidiens, sauf pour le Daily Mirror et le Guardian. Elle est haïe par la gauche et de nombreuses chansons s'en prennent à elle.

Ronald Reagan et Margaret Thatcher à la Maison-Blanche en 1988.

En 1988, elle s'oppose aux propositions européennes qui touchent à la fédéralisation et à la centralisation des décisions de l'Union. Elle ne reconnaît à l'Union qu'un rôle de facilitateur de libre échange et craint que les changements stratégiques opérés par l'Union ne détruisent son travail à l'intérieur de son pays. Elle lutte contre l'union économique et monétaire, la monnaie unique alors en préparation, se retrouvant minoritaire.
À partir de 1989, l'économie souffre de taux d'intérêt trop élevés. Margaret Thatcher fait endosser cet échec par le chancelier Nigel Lawson qui aurait mené contre ses consignes une politique d'intégration économique européenne. Elle doit affronter une fronde de certains députés en novembre 1989 qui appuient un rival potentiel : Anthony Meyer, candidature test pour évaluer le soutien de la Première ministre et mettre en scène des rivaux plus puissants au sein de son parti le cas échéant.
Elle introduit en Écosse puis en Angleterre et au Pays de Galles la Poll tax, un impôt local par tête, indépendant des revenus et des biens, avec des abattements pour les bas revenus. C'en est trop pour ses partisans en Écosse. Une immense manifestation contre cette taxation a lieu le 31 mars 1990 et dégénère ; beaucoup refusent de payer et protestent devant les tribunaux. Même les socio-professionnels du secteur économique et marchand, sa propre base, contestent ses décisions économiques. Elle doit céder sa candidature aux élections de 1990 à son ministre de l'Économie et des Finances : John Major.

#### Mandat de John Major (1990-1997)
Premier ministre durant la guerre du Golfe, John Major affronte la récession mondiale. Donné perdant aux élections futures de 1992 face au leader travailliste Neil Kinnock, il mène une campagne adroite et populaire dans les rues, perché sur une caisse à savon. Il remporte la victoire, mais de justesse. Sitôt au gouvernement, il gère la sortie du Royaume-Uni du serpent monétaire (ERM) le 16 septembre 1992 (le « mercredi noir »). Les rivalités internes se font jour mais la droite gronde au sein du parti et de son cabinet, surtout pour la ratification du traité de Maastricht. Son autorité est menacée, après un vote de confiance acquis avec seulement 40 voix de majorité, en 1993. Sa défaite aux élections de 1997 est immense : les travaillistes l'emportent par 418 sièges contre 165 aux conservateurs et 46 aux libéraux démocrates.

### Tony Blair et leNew Labour
Le leader travailliste, Tony Blair, arrive au pouvoir à l'issue des élections législatives britanniques de 1997. Que ce soit dans la politique économique, la politique sociale ou les relations internationales, il n'y a pas de réelle rupture avec le thatchérisme, si ce n'est peut-être sur la question de l'Europe. Dans le domaine social, la principale innovation consiste en la création d'un salaire minimum. Les mandats de Tony Blair et de son successeur Gordon Brown en 2007 sont aussi marqués par le maintien de la flexibilité du marché du travail et la faible protection juridique des salariés, l'intégration de la Convention européenne des droits de l'homme à la législation britannique et les nombreuses lois « antiterroristes ». Les moyens pour l'éducation sont accrus mais l'orientation est la même.

#### Politique économique
Blair transforme le parti travailliste en un parti du centre, ; il le rebaptise « New Labour » (« nouveau parti travailliste »), abandonne l'article 4 des statuts du parti, s'éloigne des Trade Unions et rend plusieurs fois hommage à la politique libérale de Margaret Thatcher. Aussitôt nommé en 1997, il charge Gordon Brown, le ministre de l'Économie, d'accorder à la Banque d'Angleterre la prérogative de fixer elle-même le taux de base de l'intérêt. Le parti était depuis un certain temps en bons termes avec la City et les opérateurs économiques accueillent favorablement cette mesure. Décidé à limiter la dette publique les deux premières années, il rassure ceux qui appellent à la « prudence fiscale ».
Cependant, des difficultés naissent avec Gordon Brown en matières fiscale et économique. Lui ayant laissé carte blanche, il commence à se sentir écarté des grandes décisions en ce domaine. Pire, Brown refuse le projet Turner sur les retraites, défendu par Blair. Brown avait conclu un accord avec Blair qui lui laisserait le poste de Premier ministre après deux mandats.

#### Guerres en Iraq et en Afghanistan
En politique extérieure, Blair se présente comme un « europhile » mais d'un type différent des Français. Il ne milite pas dans son pays en faveur ni de l'euro ni des accords de Schengen et est persuadé que l'Europe doit être un grand marché et non une puissance politique et militaire, soutenant ainsi les candidatures de presque tous les pays d'Europe de l'Est.
Il préfère aligner ses troupes avec celles des États-Unis dans la guerre d'Irak malgré la position de la France et de l'Allemagne et une opinion publique britannique plutôt défavorable[réf. nécessaire]. Les Britanniques jouent un rôle fondamental dans la conquête du pays : prise des stations pétrolières de la péninsule de Fao et de la ville de Bassora[réf. nécessaire]. Cette guerre et l'absence d'armes de destruction massive contredisant ses allégations sur leur existence altéreront sa popularité. Après les attentats de Londres du 7 juillet 2005, il lance une politique sécuritaire visant à mieux contrôler les milieux islamistes du Royaume-Uni, en particulier le « Londonistan »[réf. nécessaire].
Sous la pression de factions travaillistes et en raison de l'accord passé avec Gordon Brown, il démissionne en 2007. Gordon Brown est le seul candidat aux élections pour le remplacer.
En 2007, Tony Blair se retire du poste de Premier ministre et laisse place à Gordon Brown. Il forme un nouveau gouvernement et mène le parti travailliste aux élections en mai 2010. Après des péripéties et des impairs médiatiques, il est battu par le candidat conservateur David Cameron, dont le parti sera pourtant minoritaire au Parlement. La reine nomme Cameron Premier ministre le 11 mai 2010.

Résultats du référendum de 2011 par région :
Non
Oui

### Le gouvernement de coalition de 2010
Choisi en 2005 pour diriger les Tories, David Cameron remporte la victoire aux élections générales britanniques de 2010 avec 36 % des voix, ramenant les conservateurs au pouvoir pour la première fois depuis 1997. Le mandat de David Cameron est marqué par la crise économique mondiale des années 2008 et suivantes. En 2010, il lance un plan d'austérité dans le but d'y faire face : les budgets sociaux sont fortement réduits et 500 000 emplois de la fonction publique (environ 10 % des effectifs) sont supprimés.
En mai 2011, le référendum britannique sur le mode de scrutin proposant le remplacement du scrutin uninominal majoritaire à un tour par le vote alternatif pour l'élection des députés à la Chambre des communes est rejeté par plus des deux tiers des votants.
En août 2011, des émeutes visant les symboles de richesse éclatent dans plusieurs villes anglaises à la suite de l'assassinat par la police d'un jeune noir, Mark Duggan, à Tottenham (quartier de Londres).

#### L'indépendance de l’Écosse en question
Le 18 septembre 2014, un référendum sur l'indépendance de l'Écosse se tient à l'initiative de Cameron. Celui-ci est réélu contre Ed Miliband, le leader travailliste, en mai 2015.

51,89 % des votants souhaitent quitter l'Union européenne (en bleu), contre 48,11 % qui souhaitent y rester.

### Sortie de l'Union européenne
Le 23 juin 2016, le Royaume-Uni se prononce pour une sortie de l'Union européenne à 51,89 %.
Theresa May devient Première ministre du Royaume-Uni le 13 juillet.

### Restitution de l'archipel Chagos à Maurice
En mai 2025, le Royaume-Uni signe un accord formel sur le transfert de souveraineté des îles Chagos à l'île Maurice. Aux termes de l'accord, l'atoll stratégique de Diego Garcia et sa zone tampon de 38 kilomètres sont immédiatement rétrocédés au Royaume-Uni. Cet accord permet la poursuite de l'exploitation de la base conjointe anglo-américaine sur l'île pendant les 99 prochaines années, avec une prolongation de 40 ans et un droit de préemption ultérieur. L'île Maurice recevra du Royaume-Uni un loyer annuel de 165 millions de livres sterling pendant les trois premières années, puis de 120 millions de livres sterling par an pendant les dix années suivantes. Par la suite, ce paiement annuel de 120 millions de livres sterling sera indexé sur l'inflation.